# Jason Castro
Jason René Castro (Dallas, Texas; 25 de marzo de 1987) es un cantante colombiano-estadounidense  y el tercer finalista de la séptima temporada de la serie American Idol. El disco debut de Jason Castro con Atlantic Records salió a principios del año 2009.

## Biografía

### Primeros años
Nacido en Dallas, creció en Rowlett, y actualmente reside en Rowlett, Texas. Sus padres, René y Betsy Castro, son originarios de Colombia, siendo Jason la primera persona de su familia en nacer en los Estados Unidos, seguido por su hermano Michael y su hermana Jackeline. El primer idioma de Jason de pequeño fue el español. Jason es Cristiano, y miembro de la Iglesia Lake Pointe Church. Jason creció tocando la batería, y aprendió sin ayuda a tocar la guitarra y a cantar. Jason asistió a la Rowlett High School graduándose con honores en el 2005. Fue miembro del equipo de fútbol (soccer) de su escuela, jugando como medio campista izquierdo.  Estaba siguiendo la especialización de Ciencias de la Construcción en la Texas A&M University antes de audicionar para American Idol.

### Carrera musical
Castro participó como baterista de la banda de rock llamada Charlemagne,  que luego se llamó Keeping Lions. Hizo algunas apariciones en el reality show de MTV Cheyenne y también participó en el video musical de Cheyenne Kimball "Hanging On". Audicionó para American Idol en Dallas, Texas, y terminó ocupando el cuarto lugar en la competencia. No apareció en televisión hasta las finales debido a restricciones legales con las canciones que él escogió interpretar en las eliminatorias.
Jason es el primer concursante en la historia de American Idol que cantó y tocó un instrumento en la audición televisada. Castro tocó la guitarra en su primera aparición televisada en la que canto "What a Day for a Daydream" acompañado de su guitarra. Jason también tocó el Ukelele en su interpretación de "Somewhere Over the Rainbow". Castro cantó en tres idiomas durante la competencia; inglés, español y francés.
Sus influencias musicales incluyen a Carlos Vives, Ray Lamontagne, Ben Harper and Kirk Baxley. También Israel Kamakawiwo, la versión de Somewhever Over the Rainbow es la que Jason canta en el concurso
Para el 2013 tiene previsto participar el la gira de música cristiana más grande de los Estados Unidos el Winter jam tour.

### Impacto de su interpretación de "Hallelujah" y iTunes
La versión de Jason de la canción "Hallelujah" que interpretó en American Idol (combinada con los comentarios favorables de los jueces) ocasionó que numerosos internautas descargaran la versión de Jeff Buckley de la canción de Leonard Cohen de la tienda virtual de iTunes, ocasionando que se ubicara en el 1º primer lugar de su lista de sencillos. 
La versión de Buckley de la canción vendió 178,000 descargas en la semana que siguió a la interpretación de Jason, para debutar como #1 en la lista de canciones digitales de la Billboard. De acuerdo a la edición del 22 de marzo de 2008 de la Billboard Magazine, este ha sido el impulso más grande que ha recibido en ventas digitales una canción después de haber sido interpretada por concursante alguno en American Idol.  Fue la primera vez que la versión de Buckley (fallecido a los 30 años el 29 de mayo de 1997) apareció en las listas de la Billboard, así como también fue la primera vez que la canción apareció como #1 de cualquier lista de canciones en los Estados Unidos.
De igual manera, su interpretación de "Somewhere Over the Rainbow", trajo la versión de Israel Kamakawiwo al #6 de las listas de iTunes. Jason es el único artista que haya participado en "American Idol" que ha logrado impulsar una canción hasta los 10 mejores de iTunes o en los primeros lugares de Billboard.

## Presentaciones enAmerican Idol
| Semana # | Semana # | Semana # | Semana # | Semana # | Semana # | Semana # | Semana # | Semana # | Semana # | Semana # | Semana # | Semana # | Semana # | Semana # | Semana # | Semana # | Semana # | Semana # | Semana # | Semana # | Semana # | Semana # | Semana # | Semana # | Semana # | Semana # | Semana # | Semana # | Semana # | Semana # | Semana # | Semana # | Semana # | Semana # | Semana # | Semana # | Semana # | Semana # | Semana # | Semana # | Semana # | Semana # | Semana # | Semana # | Semana # | Semana # | Semana # | Semana # | Semana # | Semana # | Semana # | Semana # | Semana # | Semana # | Semana # | Semana # | Semana # | Semana # | Semana # | Semana # | Semana # | Semana # | Semana # | Semana # | Semana # | Semana # | Semana # | Semana # | Semana # | Semana # | Semana # | Semana # | Semana # | Semana # | Semana # | Semana # | Semana # | Semana # | Semana # | Semana # | Semana # | Semana # | Semana # | Semana # | Semana # | Semana # | Semana # | Semana # | Semana # | Semana # | Semana # | Semana # | Semana # | Semana # | Semana # | Semana # | Semana # | Semana # | Semana # | Tema                 | Tema                 | Tema                 | Tema                 | Tema                 | Tema                 | Tema                 | Tema                 | Tema                 | Tema                 | Tema                 | Tema                 | Tema                 | Tema                 | Tema                 | Tema                 | Tema                 | Tema                 | Tema                 | Tema                 | Tema                 | Tema                 | Tema                 | Tema                 | Tema                 | Tema                 | Tema                 | Tema                 | Tema                 | Tema                 | Tema                 | Tema                 | Tema                 | Tema                 | Tema                 | Tema                 | Tema                 | Tema                 | Tema                 | Tema                 | Tema                 | Tema                 | Tema                 | Tema                 | Tema                 | Tema                 | Tema                 | Tema                 | Tema                 | Tema                 | Tema                 | Tema                 | Tema                 | Tema                 | Tema                 | Tema                 | Tema                 | Tema                 | Tema                 | Tema                 | Tema                 | Tema                 | Tema                 | Tema                 | Tema                 | Tema                 | Tema                 | Tema                 | Tema                 | Tema                 | Tema                 | Tema                 | Tema                 | Tema                 | Tema                 | Tema                 | Tema                 | Tema                 | Tema                 | Tema                 | Tema                 | Tema                 | Tema                 | Tema                 | Tema                 | Tema                 | Tema                 | Tema                 | Tema                 | Tema                 | Tema                 | Tema                 | Tema                 | Tema                 | Tema                 | Tema                 | Tema                 | Tema                 | Tema                 | Tema                 | Elección de canción                         | Elección de canción                         | Elección de canción                         | Elección de canción                         | Elección de canción                         | Elección de canción                         | Elección de canción                         | Elección de canción                         | Elección de canción                         | Elección de canción                         | Elección de canción                         | Elección de canción                         | Elección de canción                         | Elección de canción                         | Elección de canción                         | Elección de canción                         | Elección de canción                         | Elección de canción                         | Elección de canción                         | Elección de canción                         | Elección de canción                         | Elección de canción                         | Elección de canción                         | Elección de canción                         | Elección de canción                         | Elección de canción                         | Elección de canción                         | Elección de canción                         | Elección de canción                         | Elección de canción                         | Elección de canción                         | Elección de canción                         | Elección de canción                         | Elección de canción                         | Elección de canción                         | Elección de canción                         | Elección de canción                         | Elección de canción                         | Elección de canción                         | Elección de canción                         | Elección de canción                         | Elección de canción                         | Elección de canción                         | Elección de canción                         | Elección de canción                         | Elección de canción                         | Elección de canción                         | Elección de canción                         | Elección de canción                         | Elección de canción                         | Elección de canción                         | Elección de canción                         | Elección de canción                         | Elección de canción                         | Elección de canción                         | Elección de canción                         | Elección de canción                         | Elección de canción                         | Elección de canción                         | Elección de canción                         | Elección de canción                         | Elección de canción                         | Elección de canción                         | Elección de canción                         | Elección de canción                         | Elección de canción                         | Elección de canción                         | Elección de canción                         | Elección de canción                         | Elección de canción                         | Elección de canción                         | Elección de canción                         | Elección de canción                         | Elección de canción                         | Elección de canción                         | Elección de canción                         | Elección de canción                         | Elección de canción                         | Elección de canción                         | Elección de canción                         | Elección de canción                         | Elección de canción                         | Elección de canción                         | Elección de canción                         | Elección de canción                         | Elección de canción                         | Elección de canción                         | Elección de canción                         | Elección de canción                         | Elección de canción                         | Elección de canción                         | Elección de canción                         | Elección de canción                         | Elección de canción                         | Elección de canción                         | Elección de canción                         | Elección de canción                         | Elección de canción                         | Elección de canción                         | Elección de canción                         | Artista original      | Artista original      | Artista original      | Artista original      | Artista original      | Artista original      | Artista original      | Artista original      | Artista original      | Artista original      | Artista original      | Artista original      | Artista original      | Artista original      | Artista original      | Artista original      | Artista original      | Artista original      | Artista original      | Artista original      | Artista original      | Artista original      | Artista original      | Artista original      | Artista original      | Artista original      | Artista original      | Artista original      | Artista original      | Artista original      | Artista original      | Artista original      | Artista original      | Artista original      | Artista original      | Artista original      | Artista original      | Artista original      | Artista original      | Artista original      | Artista original      | Artista original      | Artista original      | Artista original      | Artista original      | Artista original      | Artista original      | Artista original      | Artista original      | Artista original      | Artista original      | Artista original      | Artista original      | Artista original      | Artista original      | Artista original      | Artista original      | Artista original      | Artista original      | Artista original      | Artista original      | Artista original      | Artista original      | Artista original      | Artista original      | Artista original      | Artista original      | Artista original      | Artista original      | Artista original      | Artista original      | Artista original      | Artista original      | Artista original      | Artista original      | Artista original      | Artista original      | Artista original      | Artista original      | Artista original      | Artista original      | Artista original      | Artista original      | Artista original      | Artista original      | Artista original      | Artista original      | Artista original      | Artista original      | Artista original      | Artista original      | Artista original      | Artista original      | Artista original      | Artista original      | Artista original      | Artista original      | Artista original      | Artista original      | Artista original      | Resultado | Resultado | Resultado | Resultado | Resultado | Resultado | Resultado | Resultado | Resultado | Resultado | Resultado | Resultado | Resultado | Resultado | Resultado | Resultado | Resultado | Resultado | Resultado | Resultado | Resultado | Resultado | Resultado | Resultado | Resultado | Resultado | Resultado | Resultado | Resultado | Resultado | Resultado | Resultado | Resultado | Resultado | Resultado | Resultado | Resultado | Resultado | Resultado | Resultado | Resultado | Resultado | Resultado | Resultado | Resultado | Resultado | Resultado | Resultado | Resultado | Resultado | Resultado | Resultado | Resultado | Resultado | Resultado | Resultado | Resultado | Resultado | Resultado | Resultado | Resultado | Resultado | Resultado | Resultado | Resultado | Resultado | Resultado | Resultado | Resultado | Resultado | Resultado | Resultado | Resultado | Resultado | Resultado | Resultado | Resultado | Resultado | Resultado | Resultado | Resultado | Resultado | Resultado | Resultado | Resultado | Resultado | Resultado | Resultado | Resultado | Resultado | Resultado | Resultado | Resultado | Resultado | Resultado | Resultado | Resultado | Resultado | Resultado | Resultado |
| Top 24   | Top 24   | Top 24   | Top 24   | Top 24   | Top 24   | Top 24   | Top 24   | Top 24   | Top 24   | Top 24   | Top 24   | Top 24   | Top 24   | Top 24   | Top 24   | Top 24   | Top 24   | Top 24   | Top 24   | Top 24   | Top 24   | Top 24   | Top 24   | Top 24   | Top 24   | Top 24   | Top 24   | Top 24   | Top 24   | Top 24   | Top 24   | Top 24   | Top 24   | Top 24   | Top 24   | Top 24   | Top 24   | Top 24   | Top 24   | Top 24   | Top 24   | Top 24   | Top 24   | Top 24   | Top 24   | Top 24   | Top 24   | Top 24   | Top 24   | Top 24   | Top 24   | Top 24   | Top 24   | Top 24   | Top 24   | Top 24   | Top 24   | Top 24   | Top 24   | Top 24   | Top 24   | Top 24   | Top 24   | Top 24   | Top 24   | Top 24   | Top 24   | Top 24   | Top 24   | Top 24   | Top 24   | Top 24   | Top 24   | Top 24   | Top 24   | Top 24   | Top 24   | Top 24   | Top 24   | Top 24   | Top 24   | Top 24   | Top 24   | Top 24   | Top 24   | Top 24   | Top 24   | Top 24   | Top 24   | Top 24   | Top 24   | Top 24   | Top 24   | Top 24   | Top 24   | Top 24   | Top 24   | Top 24   | Top 24   | 1960s                | 1960s                | 1960s                | 1960s                | 1960s                | 1960s                | 1960s                | 1960s                | 1960s                | 1960s                | 1960s                | 1960s                | 1960s                | 1960s                | 1960s                | 1960s                | 1960s                | 1960s                | 1960s                | 1960s                | 1960s                | 1960s                | 1960s                | 1960s                | 1960s                | 1960s                | 1960s                | 1960s                | 1960s                | 1960s                | 1960s                | 1960s                | 1960s                | 1960s                | 1960s                | 1960s                | 1960s                | 1960s                | 1960s                | 1960s                | 1960s                | 1960s                | 1960s                | 1960s                | 1960s                | 1960s                | 1960s                | 1960s                | 1960s                | 1960s                | 1960s                | 1960s                | 1960s                | 1960s                | 1960s                | 1960s                | 1960s                | 1960s                | 1960s                | 1960s                | 1960s                | 1960s                | 1960s                | 1960s                | 1960s                | 1960s                | 1960s                | 1960s                | 1960s                | 1960s                | 1960s                | 1960s                | 1960s                | 1960s                | 1960s                | 1960s                | 1960s                | 1960s                | 1960s                | 1960s                | 1960s                | 1960s                | 1960s                | 1960s                | 1960s                | 1960s                | 1960s                | 1960s                | 1960s                | 1960s                | 1960s                | 1960s                | 1960s                | 1960s                | 1960s                | 1960s                | 1960s                | 1960s                | 1960s                | 1960s                | "Daydream"                                  | "Daydream"                                  | "Daydream"                                  | "Daydream"                                  | "Daydream"                                  | "Daydream"                                  | "Daydream"                                  | "Daydream"                                  | "Daydream"                                  | "Daydream"                                  | "Daydream"                                  | "Daydream"                                  | "Daydream"                                  | "Daydream"                                  | "Daydream"                                  | "Daydream"                                  | "Daydream"                                  | "Daydream"                                  | "Daydream"                                  | "Daydream"                                  | "Daydream"                                  | "Daydream"                                  | "Daydream"                                  | "Daydream"                                  | "Daydream"                                  | "Daydream"                                  | "Daydream"                                  | "Daydream"                                  | "Daydream"                                  | "Daydream"                                  | "Daydream"                                  | "Daydream"                                  | "Daydream"                                  | "Daydream"                                  | "Daydream"                                  | "Daydream"                                  | "Daydream"                                  | "Daydream"                                  | "Daydream"                                  | "Daydream"                                  | "Daydream"                                  | "Daydream"                                  | "Daydream"                                  | "Daydream"                                  | "Daydream"                                  | "Daydream"                                  | "Daydream"                                  | "Daydream"                                  | "Daydream"                                  | "Daydream"                                  | "Daydream"                                  | "Daydream"                                  | "Daydream"                                  | "Daydream"                                  | "Daydream"                                  | "Daydream"                                  | "Daydream"                                  | "Daydream"                                  | "Daydream"                                  | "Daydream"                                  | "Daydream"                                  | "Daydream"                                  | "Daydream"                                  | "Daydream"                                  | "Daydream"                                  | "Daydream"                                  | "Daydream"                                  | "Daydream"                                  | "Daydream"                                  | "Daydream"                                  | "Daydream"                                  | "Daydream"                                  | "Daydream"                                  | "Daydream"                                  | "Daydream"                                  | "Daydream"                                  | "Daydream"                                  | "Daydream"                                  | "Daydream"                                  | "Daydream"                                  | "Daydream"                                  | "Daydream"                                  | "Daydream"                                  | "Daydream"                                  | "Daydream"                                  | "Daydream"                                  | "Daydream"                                  | "Daydream"                                  | "Daydream"                                  | "Daydream"                                  | "Daydream"                                  | "Daydream"                                  | "Daydream"                                  | "Daydream"                                  | "Daydream"                                  | "Daydream"                                  | "Daydream"                                  | "Daydream"                                  | "Daydream"                                  | "Daydream"                                  | The Lovin' Spoonful   | The Lovin' Spoonful   | The Lovin' Spoonful   | The Lovin' Spoonful   | The Lovin' Spoonful   | The Lovin' Spoonful   | The Lovin' Spoonful   | The Lovin' Spoonful   | The Lovin' Spoonful   | The Lovin' Spoonful   | The Lovin' Spoonful   | The Lovin' Spoonful   | The Lovin' Spoonful   | The Lovin' Spoonful   | The Lovin' Spoonful   | The Lovin' Spoonful   | The Lovin' Spoonful   | The Lovin' Spoonful   | The Lovin' Spoonful   | The Lovin' Spoonful   | The Lovin' Spoonful   | The Lovin' Spoonful   | The Lovin' Spoonful   | The Lovin' Spoonful   | The Lovin' Spoonful   | The Lovin' Spoonful   | The Lovin' Spoonful   | The Lovin' Spoonful   | The Lovin' Spoonful   | The Lovin' Spoonful   | The Lovin' Spoonful   | The Lovin' Spoonful   | The Lovin' Spoonful   | The Lovin' Spoonful   | The Lovin' Spoonful   | The Lovin' Spoonful   | The Lovin' Spoonful   | The Lovin' Spoonful   | The Lovin' Spoonful   | The Lovin' Spoonful   | The Lovin' Spoonful   | The Lovin' Spoonful   | The Lovin' Spoonful   | The Lovin' Spoonful   | The Lovin' Spoonful   | The Lovin' Spoonful   | The Lovin' Spoonful   | The Lovin' Spoonful   | The Lovin' Spoonful   | The Lovin' Spoonful   | The Lovin' Spoonful   | The Lovin' Spoonful   | The Lovin' Spoonful   | The Lovin' Spoonful   | The Lovin' Spoonful   | The Lovin' Spoonful   | The Lovin' Spoonful   | The Lovin' Spoonful   | The Lovin' Spoonful   | The Lovin' Spoonful   | The Lovin' Spoonful   | The Lovin' Spoonful   | The Lovin' Spoonful   | The Lovin' Spoonful   | The Lovin' Spoonful   | The Lovin' Spoonful   | The Lovin' Spoonful   | The Lovin' Spoonful   | The Lovin' Spoonful   | The Lovin' Spoonful   | The Lovin' Spoonful   | The Lovin' Spoonful   | The Lovin' Spoonful   | The Lovin' Spoonful   | The Lovin' Spoonful   | The Lovin' Spoonful   | The Lovin' Spoonful   | The Lovin' Spoonful   | The Lovin' Spoonful   | The Lovin' Spoonful   | The Lovin' Spoonful   | The Lovin' Spoonful   | The Lovin' Spoonful   | The Lovin' Spoonful   | The Lovin' Spoonful   | The Lovin' Spoonful   | The Lovin' Spoonful   | The Lovin' Spoonful   | The Lovin' Spoonful   | The Lovin' Spoonful   | The Lovin' Spoonful   | The Lovin' Spoonful   | The Lovin' Spoonful   | The Lovin' Spoonful   | The Lovin' Spoonful   | The Lovin' Spoonful   | The Lovin' Spoonful   | The Lovin' Spoonful   | The Lovin' Spoonful   | The Lovin' Spoonful   | A salvo   | A salvo   | A salvo   | A salvo   | A salvo   | A salvo   | A salvo   | A salvo   | A salvo   | A salvo   | A salvo   | A salvo   | A salvo   | A salvo   | A salvo   | A salvo   | A salvo   | A salvo   | A salvo   | A salvo   | A salvo   | A salvo   | A salvo   | A salvo   | A salvo   | A salvo   | A salvo   | A salvo   | A salvo   | A salvo   | A salvo   | A salvo   | A salvo   | A salvo   | A salvo   | A salvo   | A salvo   | A salvo   | A salvo   | A salvo   | A salvo   | A salvo   | A salvo   | A salvo   | A salvo   | A salvo   | A salvo   | A salvo   | A salvo   | A salvo   | A salvo   | A salvo   | A salvo   | A salvo   | A salvo   | A salvo   | A salvo   | A salvo   | A salvo   | A salvo   | A salvo   | A salvo   | A salvo   | A salvo   | A salvo   | A salvo   | A salvo   | A salvo   | A salvo   | A salvo   | A salvo   | A salvo   | A salvo   | A salvo   | A salvo   | A salvo   | A salvo   | A salvo   | A salvo   | A salvo   | A salvo   | A salvo   | A salvo   | A salvo   | A salvo   | A salvo   | A salvo   | A salvo   | A salvo   | A salvo   | A salvo   | A salvo   | A salvo   | A salvo   | A salvo   | A salvo   | A salvo   | A salvo   | A salvo   | A salvo   |
| Top 20   | Top 20   | Top 20   | Top 20   | Top 20   | Top 20   | Top 20   | Top 20   | Top 20   | Top 20   | Top 20   | Top 20   | Top 20   | Top 20   | Top 20   | Top 20   | Top 20   | Top 20   | Top 20   | Top 20   | Top 20   | Top 20   | Top 20   | Top 20   | Top 20   | Top 20   | Top 20   | Top 20   | Top 20   | Top 20   | Top 20   | Top 20   | Top 20   | Top 20   | Top 20   | Top 20   | Top 20   | Top 20   | Top 20   | Top 20   | Top 20   | Top 20   | Top 20   | Top 20   | Top 20   | Top 20   | Top 20   | Top 20   | Top 20   | Top 20   | Top 20   | Top 20   | Top 20   | Top 20   | Top 20   | Top 20   | Top 20   | Top 20   | Top 20   | Top 20   | Top 20   | Top 20   | Top 20   | Top 20   | Top 20   | Top 20   | Top 20   | Top 20   | Top 20   | Top 20   | Top 20   | Top 20   | Top 20   | Top 20   | Top 20   | Top 20   | Top 20   | Top 20   | Top 20   | Top 20   | Top 20   | Top 20   | Top 20   | Top 20   | Top 20   | Top 20   | Top 20   | Top 20   | Top 20   | Top 20   | Top 20   | Top 20   | Top 20   | Top 20   | Top 20   | Top 20   | Top 20   | Top 20   | Top 20   | Top 20   | 1970s                | 1970s                | 1970s                | 1970s                | 1970s                | 1970s                | 1970s                | 1970s                | 1970s                | 1970s                | 1970s                | 1970s                | 1970s                | 1970s                | 1970s                | 1970s                | 1970s                | 1970s                | 1970s                | 1970s                | 1970s                | 1970s                | 1970s                | 1970s                | 1970s                | 1970s                | 1970s                | 1970s                | 1970s                | 1970s                | 1970s                | 1970s                | 1970s                | 1970s                | 1970s                | 1970s                | 1970s                | 1970s                | 1970s                | 1970s                | 1970s                | 1970s                | 1970s                | 1970s                | 1970s                | 1970s                | 1970s                | 1970s                | 1970s                | 1970s                | 1970s                | 1970s                | 1970s                | 1970s                | 1970s                | 1970s                | 1970s                | 1970s                | 1970s                | 1970s                | 1970s                | 1970s                | 1970s                | 1970s                | 1970s                | 1970s                | 1970s                | 1970s                | 1970s                | 1970s                | 1970s                | 1970s                | 1970s                | 1970s                | 1970s                | 1970s                | 1970s                | 1970s                | 1970s                | 1970s                | 1970s                | 1970s                | 1970s                | 1970s                | 1970s                | 1970s                | 1970s                | 1970s                | 1970s                | 1970s                | 1970s                | 1970s                | 1970s                | 1970s                | 1970s                | 1970s                | 1970s                | 1970s                | 1970s                | 1970s                | "I Just Want to Be Your Everything"         | "I Just Want to Be Your Everything"         | "I Just Want to Be Your Everything"         | "I Just Want to Be Your Everything"         | "I Just Want to Be Your Everything"         | "I Just Want to Be Your Everything"         | "I Just Want to Be Your Everything"         | "I Just Want to Be Your Everything"         | "I Just Want to Be Your Everything"         | "I Just Want to Be Your Everything"         | "I Just Want to Be Your Everything"         | "I Just Want to Be Your Everything"         | "I Just Want to Be Your Everything"         | "I Just Want to Be Your Everything"         | "I Just Want to Be Your Everything"         | "I Just Want to Be Your Everything"         | "I Just Want to Be Your Everything"         | "I Just Want to Be Your Everything"         | "I Just Want to Be Your Everything"         | "I Just Want to Be Your Everything"         | "I Just Want to Be Your Everything"         | "I Just Want to Be Your Everything"         | "I Just Want to Be Your Everything"         | "I Just Want to Be Your Everything"         | "I Just Want to Be Your Everything"         | "I Just Want to Be Your Everything"         | "I Just Want to Be Your Everything"         | "I Just Want to Be Your Everything"         | "I Just Want to Be Your Everything"         | "I Just Want to Be Your Everything"         | "I Just Want to Be Your Everything"         | "I Just Want to Be Your Everything"         | "I Just Want to Be Your Everything"         | "I Just Want to Be Your Everything"         | "I Just Want to Be Your Everything"         | "I Just Want to Be Your Everything"         | "I Just Want to Be Your Everything"         | "I Just Want to Be Your Everything"         | "I Just Want to Be Your Everything"         | "I Just Want to Be Your Everything"         | "I Just Want to Be Your Everything"         | "I Just Want to Be Your Everything"         | "I Just Want to Be Your Everything"         | "I Just Want to Be Your Everything"         | "I Just Want to Be Your Everything"         | "I Just Want to Be Your Everything"         | "I Just Want to Be Your Everything"         | "I Just Want to Be Your Everything"         | "I Just Want to Be Your Everything"         | "I Just Want to Be Your Everything"         | "I Just Want to Be Your Everything"         | "I Just Want to Be Your Everything"         | "I Just Want to Be Your Everything"         | "I Just Want to Be Your Everything"         | "I Just Want to Be Your Everything"         | "I Just Want to Be Your Everything"         | "I Just Want to Be Your Everything"         | "I Just Want to Be Your Everything"         | "I Just Want to Be Your Everything"         | "I Just Want to Be Your Everything"         | "I Just Want to Be Your Everything"         | "I Just Want to Be Your Everything"         | "I Just Want to Be Your Everything"         | "I Just Want to Be Your Everything"         | "I Just Want to Be Your Everything"         | "I Just Want to Be Your Everything"         | "I Just Want to Be Your Everything"         | "I Just Want to Be Your Everything"         | "I Just Want to Be Your Everything"         | "I Just Want to Be Your Everything"         | "I Just Want to Be Your Everything"         | "I Just Want to Be Your Everything"         | "I Just Want to Be Your Everything"         | "I Just Want to Be Your Everything"         | "I Just Want to Be Your Everything"         | "I Just Want to Be Your Everything"         | "I Just Want to Be Your Everything"         | "I Just Want to Be Your Everything"         | "I Just Want to Be Your Everything"         | "I Just Want to Be Your Everything"         | "I Just Want to Be Your Everything"         | "I Just Want to Be Your Everything"         | "I Just Want to Be Your Everything"         | "I Just Want to Be Your Everything"         | "I Just Want to Be Your Everything"         | "I Just Want to Be Your Everything"         | "I Just Want to Be Your Everything"         | "I Just Want to Be Your Everything"         | "I Just Want to Be Your Everything"         | "I Just Want to Be Your Everything"         | "I Just Want to Be Your Everything"         | "I Just Want to Be Your Everything"         | "I Just Want to Be Your Everything"         | "I Just Want to Be Your Everything"         | "I Just Want to Be Your Everything"         | "I Just Want to Be Your Everything"         | "I Just Want to Be Your Everything"         | "I Just Want to Be Your Everything"         | "I Just Want to Be Your Everything"         | "I Just Want to Be Your Everything"         | Andy Gibb             | Andy Gibb             | Andy Gibb             | Andy Gibb             | Andy Gibb             | Andy Gibb             | Andy Gibb             | Andy Gibb             | Andy Gibb             | Andy Gibb             | Andy Gibb             | Andy Gibb             | Andy Gibb             | Andy Gibb             | Andy Gibb             | Andy Gibb             | Andy Gibb             | Andy Gibb             | Andy Gibb             | Andy Gibb             | Andy Gibb             | Andy Gibb             | Andy Gibb             | Andy Gibb             | Andy Gibb             | Andy Gibb             | Andy Gibb             | Andy Gibb             | Andy Gibb             | Andy Gibb             | Andy Gibb             | Andy Gibb             | Andy Gibb             | Andy Gibb             | Andy Gibb             | Andy Gibb             | Andy Gibb             | Andy Gibb             | Andy Gibb             | Andy Gibb             | Andy Gibb             | Andy Gibb             | Andy Gibb             | Andy Gibb             | Andy Gibb             | Andy Gibb             | Andy Gibb             | Andy Gibb             | Andy Gibb             | Andy Gibb             | Andy Gibb             | Andy Gibb             | Andy Gibb             | Andy Gibb             | Andy Gibb             | Andy Gibb             | Andy Gibb             | Andy Gibb             | Andy Gibb             | Andy Gibb             | Andy Gibb             | Andy Gibb             | Andy Gibb             | Andy Gibb             | Andy Gibb             | Andy Gibb             | Andy Gibb             | Andy Gibb             | Andy Gibb             | Andy Gibb             | Andy Gibb             | Andy Gibb             | Andy Gibb             | Andy Gibb             | Andy Gibb             | Andy Gibb             | Andy Gibb             | Andy Gibb             | Andy Gibb             | Andy Gibb             | Andy Gibb             | Andy Gibb             | Andy Gibb             | Andy Gibb             | Andy Gibb             | Andy Gibb             | Andy Gibb             | Andy Gibb             | Andy Gibb             | Andy Gibb             | Andy Gibb             | Andy Gibb             | Andy Gibb             | Andy Gibb             | Andy Gibb             | Andy Gibb             | Andy Gibb             | Andy Gibb             | Andy Gibb             | Andy Gibb             | A salvo   | A salvo   | A salvo   | A salvo   | A salvo   | A salvo   | A salvo   | A salvo   | A salvo   | A salvo   | A salvo   | A salvo   | A salvo   | A salvo   | A salvo   | A salvo   | A salvo   | A salvo   | A salvo   | A salvo   | A salvo   | A salvo   | A salvo   | A salvo   | A salvo   | A salvo   | A salvo   | A salvo   | A salvo   | A salvo   | A salvo   | A salvo   | A salvo   | A salvo   | A salvo   | A salvo   | A salvo   | A salvo   | A salvo   | A salvo   | A salvo   | A salvo   | A salvo   | A salvo   | A salvo   | A salvo   | A salvo   | A salvo   | A salvo   | A salvo   | A salvo   | A salvo   | A salvo   | A salvo   | A salvo   | A salvo   | A salvo   | A salvo   | A salvo   | A salvo   | A salvo   | A salvo   | A salvo   | A salvo   | A salvo   | A salvo   | A salvo   | A salvo   | A salvo   | A salvo   | A salvo   | A salvo   | A salvo   | A salvo   | A salvo   | A salvo   | A salvo   | A salvo   | A salvo   | A salvo   | A salvo   | A salvo   | A salvo   | A salvo   | A salvo   | A salvo   | A salvo   | A salvo   | A salvo   | A salvo   | A salvo   | A salvo   | A salvo   | A salvo   | A salvo   | A salvo   | A salvo   | A salvo   | A salvo   | A salvo   |
| Top 16   | Top 16   | Top 16   | Top 16   | Top 16   | Top 16   | Top 16   | Top 16   | Top 16   | Top 16   | Top 16   | Top 16   | Top 16   | Top 16   | Top 16   | Top 16   | Top 16   | Top 16   | Top 16   | Top 16   | Top 16   | Top 16   | Top 16   | Top 16   | Top 16   | Top 16   | Top 16   | Top 16   | Top 16   | Top 16   | Top 16   | Top 16   | Top 16   | Top 16   | Top 16   | Top 16   | Top 16   | Top 16   | Top 16   | Top 16   | Top 16   | Top 16   | Top 16   | Top 16   | Top 16   | Top 16   | Top 16   | Top 16   | Top 16   | Top 16   | Top 16   | Top 16   | Top 16   | Top 16   | Top 16   | Top 16   | Top 16   | Top 16   | Top 16   | Top 16   | Top 16   | Top 16   | Top 16   | Top 16   | Top 16   | Top 16   | Top 16   | Top 16   | Top 16   | Top 16   | Top 16   | Top 16   | Top 16   | Top 16   | Top 16   | Top 16   | Top 16   | Top 16   | Top 16   | Top 16   | Top 16   | Top 16   | Top 16   | Top 16   | Top 16   | Top 16   | Top 16   | Top 16   | Top 16   | Top 16   | Top 16   | Top 16   | Top 16   | Top 16   | Top 16   | Top 16   | Top 16   | Top 16   | Top 16   | Top 16   | 1980s                | 1980s                | 1980s                | 1980s                | 1980s                | 1980s                | 1980s                | 1980s                | 1980s                | 1980s                | 1980s                | 1980s                | 1980s                | 1980s                | 1980s                | 1980s                | 1980s                | 1980s                | 1980s                | 1980s                | 1980s                | 1980s                | 1980s                | 1980s                | 1980s                | 1980s                | 1980s                | 1980s                | 1980s                | 1980s                | 1980s                | 1980s                | 1980s                | 1980s                | 1980s                | 1980s                | 1980s                | 1980s                | 1980s                | 1980s                | 1980s                | 1980s                | 1980s                | 1980s                | 1980s                | 1980s                | 1980s                | 1980s                | 1980s                | 1980s                | 1980s                | 1980s                | 1980s                | 1980s                | 1980s                | 1980s                | 1980s                | 1980s                | 1980s                | 1980s                | 1980s                | 1980s                | 1980s                | 1980s                | 1980s                | 1980s                | 1980s                | 1980s                | 1980s                | 1980s                | 1980s                | 1980s                | 1980s                | 1980s                | 1980s                | 1980s                | 1980s                | 1980s                | 1980s                | 1980s                | 1980s                | 1980s                | 1980s                | 1980s                | 1980s                | 1980s                | 1980s                | 1980s                | 1980s                | 1980s                | 1980s                | 1980s                | 1980s                | 1980s                | 1980s                | 1980s                | 1980s                | 1980s                | 1980s                | 1980s                | "Hallelujah"                                | "Hallelujah"                                | "Hallelujah"                                | "Hallelujah"                                | "Hallelujah"                                | "Hallelujah"                                | "Hallelujah"                                | "Hallelujah"                                | "Hallelujah"                                | "Hallelujah"                                | "Hallelujah"                                | "Hallelujah"                                | "Hallelujah"                                | "Hallelujah"                                | "Hallelujah"                                | "Hallelujah"                                | "Hallelujah"                                | "Hallelujah"                                | "Hallelujah"                                | "Hallelujah"                                | "Hallelujah"                                | "Hallelujah"                                | "Hallelujah"                                | "Hallelujah"                                | "Hallelujah"                                | "Hallelujah"                                | "Hallelujah"                                | "Hallelujah"                                | "Hallelujah"                                | "Hallelujah"                                | "Hallelujah"                                | "Hallelujah"                                | "Hallelujah"                                | "Hallelujah"                                | "Hallelujah"                                | "Hallelujah"                                | "Hallelujah"                                | "Hallelujah"                                | "Hallelujah"                                | "Hallelujah"                                | "Hallelujah"                                | "Hallelujah"                                | "Hallelujah"                                | "Hallelujah"                                | "Hallelujah"                                | "Hallelujah"                                | "Hallelujah"                                | "Hallelujah"                                | "Hallelujah"                                | "Hallelujah"                                | "Hallelujah"                                | "Hallelujah"                                | "Hallelujah"                                | "Hallelujah"                                | "Hallelujah"                                | "Hallelujah"                                | "Hallelujah"                                | "Hallelujah"                                | "Hallelujah"                                | "Hallelujah"                                | "Hallelujah"                                | "Hallelujah"                                | "Hallelujah"                                | "Hallelujah"                                | "Hallelujah"                                | "Hallelujah"                                | "Hallelujah"                                | "Hallelujah"                                | "Hallelujah"                                | "Hallelujah"                                | "Hallelujah"                                | "Hallelujah"                                | "Hallelujah"                                | "Hallelujah"                                | "Hallelujah"                                | "Hallelujah"                                | "Hallelujah"                                | "Hallelujah"                                | "Hallelujah"                                | "Hallelujah"                                | "Hallelujah"                                | "Hallelujah"                                | "Hallelujah"                                | "Hallelujah"                                | "Hallelujah"                                | "Hallelujah"                                | "Hallelujah"                                | "Hallelujah"                                | "Hallelujah"                                | "Hallelujah"                                | "Hallelujah"                                | "Hallelujah"                                | "Hallelujah"                                | "Hallelujah"                                | "Hallelujah"                                | "Hallelujah"                                | "Hallelujah"                                | "Hallelujah"                                | "Hallelujah"                                | "Hallelujah"                                | Leonard Cohen         | Leonard Cohen         | Leonard Cohen         | Leonard Cohen         | Leonard Cohen         | Leonard Cohen         | Leonard Cohen         | Leonard Cohen         | Leonard Cohen         | Leonard Cohen         | Leonard Cohen         | Leonard Cohen         | Leonard Cohen         | Leonard Cohen         | Leonard Cohen         | Leonard Cohen         | Leonard Cohen         | Leonard Cohen         | Leonard Cohen         | Leonard Cohen         | Leonard Cohen         | Leonard Cohen         | Leonard Cohen         | Leonard Cohen         | Leonard Cohen         | Leonard Cohen         | Leonard Cohen         | Leonard Cohen         | Leonard Cohen         | Leonard Cohen         | Leonard Cohen         | Leonard Cohen         | Leonard Cohen         | Leonard Cohen         | Leonard Cohen         | Leonard Cohen         | Leonard Cohen         | Leonard Cohen         | Leonard Cohen         | Leonard Cohen         | Leonard Cohen         | Leonard Cohen         | Leonard Cohen         | Leonard Cohen         | Leonard Cohen         | Leonard Cohen         | Leonard Cohen         | Leonard Cohen         | Leonard Cohen         | Leonard Cohen         | Leonard Cohen         | Leonard Cohen         | Leonard Cohen         | Leonard Cohen         | Leonard Cohen         | Leonard Cohen         | Leonard Cohen         | Leonard Cohen         | Leonard Cohen         | Leonard Cohen         | Leonard Cohen         | Leonard Cohen         | Leonard Cohen         | Leonard Cohen         | Leonard Cohen         | Leonard Cohen         | Leonard Cohen         | Leonard Cohen         | Leonard Cohen         | Leonard Cohen         | Leonard Cohen         | Leonard Cohen         | Leonard Cohen         | Leonard Cohen         | Leonard Cohen         | Leonard Cohen         | Leonard Cohen         | Leonard Cohen         | Leonard Cohen         | Leonard Cohen         | Leonard Cohen         | Leonard Cohen         | Leonard Cohen         | Leonard Cohen         | Leonard Cohen         | Leonard Cohen         | Leonard Cohen         | Leonard Cohen         | Leonard Cohen         | Leonard Cohen         | Leonard Cohen         | Leonard Cohen         | Leonard Cohen         | Leonard Cohen         | Leonard Cohen         | Leonard Cohen         | Leonard Cohen         | Leonard Cohen         | Leonard Cohen         | Leonard Cohen         | A salvo   | A salvo   | A salvo   | A salvo   | A salvo   | A salvo   | A salvo   | A salvo   | A salvo   | A salvo   | A salvo   | A salvo   | A salvo   | A salvo   | A salvo   | A salvo   | A salvo   | A salvo   | A salvo   | A salvo   | A salvo   | A salvo   | A salvo   | A salvo   | A salvo   | A salvo   | A salvo   | A salvo   | A salvo   | A salvo   | A salvo   | A salvo   | A salvo   | A salvo   | A salvo   | A salvo   | A salvo   | A salvo   | A salvo   | A salvo   | A salvo   | A salvo   | A salvo   | A salvo   | A salvo   | A salvo   | A salvo   | A salvo   | A salvo   | A salvo   | A salvo   | A salvo   | A salvo   | A salvo   | A salvo   | A salvo   | A salvo   | A salvo   | A salvo   | A salvo   | A salvo   | A salvo   | A salvo   | A salvo   | A salvo   | A salvo   | A salvo   | A salvo   | A salvo   | A salvo   | A salvo   | A salvo   | A salvo   | A salvo   | A salvo   | A salvo   | A salvo   | A salvo   | A salvo   | A salvo   | A salvo   | A salvo   | A salvo   | A salvo   | A salvo   | A salvo   | A salvo   | A salvo   | A salvo   | A salvo   | A salvo   | A salvo   | A salvo   | A salvo   | A salvo   | A salvo   | A salvo   | A salvo   | A salvo   | A salvo   |
| Top 12   | Top 12   | Top 12   | Top 12   | Top 12   | Top 12   | Top 12   | Top 12   | Top 12   | Top 12   | Top 12   | Top 12   | Top 12   | Top 12   | Top 12   | Top 12   | Top 12   | Top 12   | Top 12   | Top 12   | Top 12   | Top 12   | Top 12   | Top 12   | Top 12   | Top 12   | Top 12   | Top 12   | Top 12   | Top 12   | Top 12   | Top 12   | Top 12   | Top 12   | Top 12   | Top 12   | Top 12   | Top 12   | Top 12   | Top 12   | Top 12   | Top 12   | Top 12   | Top 12   | Top 12   | Top 12   | Top 12   | Top 12   | Top 12   | Top 12   | Top 12   | Top 12   | Top 12   | Top 12   | Top 12   | Top 12   | Top 12   | Top 12   | Top 12   | Top 12   | Top 12   | Top 12   | Top 12   | Top 12   | Top 12   | Top 12   | Top 12   | Top 12   | Top 12   | Top 12   | Top 12   | Top 12   | Top 12   | Top 12   | Top 12   | Top 12   | Top 12   | Top 12   | Top 12   | Top 12   | Top 12   | Top 12   | Top 12   | Top 12   | Top 12   | Top 12   | Top 12   | Top 12   | Top 12   | Top 12   | Top 12   | Top 12   | Top 12   | Top 12   | Top 12   | Top 12   | Top 12   | Top 12   | Top 12   | Top 12   | Lennon/McCartney     | Lennon/McCartney     | Lennon/McCartney     | Lennon/McCartney     | Lennon/McCartney     | Lennon/McCartney     | Lennon/McCartney     | Lennon/McCartney     | Lennon/McCartney     | Lennon/McCartney     | Lennon/McCartney     | Lennon/McCartney     | Lennon/McCartney     | Lennon/McCartney     | Lennon/McCartney     | Lennon/McCartney     | Lennon/McCartney     | Lennon/McCartney     | Lennon/McCartney     | Lennon/McCartney     | Lennon/McCartney     | Lennon/McCartney     | Lennon/McCartney     | Lennon/McCartney     | Lennon/McCartney     | Lennon/McCartney     | Lennon/McCartney     | Lennon/McCartney     | Lennon/McCartney     | Lennon/McCartney     | Lennon/McCartney     | Lennon/McCartney     | Lennon/McCartney     | Lennon/McCartney     | Lennon/McCartney     | Lennon/McCartney     | Lennon/McCartney     | Lennon/McCartney     | Lennon/McCartney     | Lennon/McCartney     | Lennon/McCartney     | Lennon/McCartney     | Lennon/McCartney     | Lennon/McCartney     | Lennon/McCartney     | Lennon/McCartney     | Lennon/McCartney     | Lennon/McCartney     | Lennon/McCartney     | Lennon/McCartney     | Lennon/McCartney     | Lennon/McCartney     | Lennon/McCartney     | Lennon/McCartney     | Lennon/McCartney     | Lennon/McCartney     | Lennon/McCartney     | Lennon/McCartney     | Lennon/McCartney     | Lennon/McCartney     | Lennon/McCartney     | Lennon/McCartney     | Lennon/McCartney     | Lennon/McCartney     | Lennon/McCartney     | Lennon/McCartney     | Lennon/McCartney     | Lennon/McCartney     | Lennon/McCartney     | Lennon/McCartney     | Lennon/McCartney     | Lennon/McCartney     | Lennon/McCartney     | Lennon/McCartney     | Lennon/McCartney     | Lennon/McCartney     | Lennon/McCartney     | Lennon/McCartney     | Lennon/McCartney     | Lennon/McCartney     | Lennon/McCartney     | Lennon/McCartney     | Lennon/McCartney     | Lennon/McCartney     | Lennon/McCartney     | Lennon/McCartney     | Lennon/McCartney     | Lennon/McCartney     | Lennon/McCartney     | Lennon/McCartney     | Lennon/McCartney     | Lennon/McCartney     | Lennon/McCartney     | Lennon/McCartney     | Lennon/McCartney     | Lennon/McCartney     | Lennon/McCartney     | Lennon/McCartney     | Lennon/McCartney     | Lennon/McCartney     | "If I Fell"                                 | "If I Fell"                                 | "If I Fell"                                 | "If I Fell"                                 | "If I Fell"                                 | "If I Fell"                                 | "If I Fell"                                 | "If I Fell"                                 | "If I Fell"                                 | "If I Fell"                                 | "If I Fell"                                 | "If I Fell"                                 | "If I Fell"                                 | "If I Fell"                                 | "If I Fell"                                 | "If I Fell"                                 | "If I Fell"                                 | "If I Fell"                                 | "If I Fell"                                 | "If I Fell"                                 | "If I Fell"                                 | "If I Fell"                                 | "If I Fell"                                 | "If I Fell"                                 | "If I Fell"                                 | "If I Fell"                                 | "If I Fell"                                 | "If I Fell"                                 | "If I Fell"                                 | "If I Fell"                                 | "If I Fell"                                 | "If I Fell"                                 | "If I Fell"                                 | "If I Fell"                                 | "If I Fell"                                 | "If I Fell"                                 | "If I Fell"                                 | "If I Fell"                                 | "If I Fell"                                 | "If I Fell"                                 | "If I Fell"                                 | "If I Fell"                                 | "If I Fell"                                 | "If I Fell"                                 | "If I Fell"                                 | "If I Fell"                                 | "If I Fell"                                 | "If I Fell"                                 | "If I Fell"                                 | "If I Fell"                                 | "If I Fell"                                 | "If I Fell"                                 | "If I Fell"                                 | "If I Fell"                                 | "If I Fell"                                 | "If I Fell"                                 | "If I Fell"                                 | "If I Fell"                                 | "If I Fell"                                 | "If I Fell"                                 | "If I Fell"                                 | "If I Fell"                                 | "If I Fell"                                 | "If I Fell"                                 | "If I Fell"                                 | "If I Fell"                                 | "If I Fell"                                 | "If I Fell"                                 | "If I Fell"                                 | "If I Fell"                                 | "If I Fell"                                 | "If I Fell"                                 | "If I Fell"                                 | "If I Fell"                                 | "If I Fell"                                 | "If I Fell"                                 | "If I Fell"                                 | "If I Fell"                                 | "If I Fell"                                 | "If I Fell"                                 | "If I Fell"                                 | "If I Fell"                                 | "If I Fell"                                 | "If I Fell"                                 | "If I Fell"                                 | "If I Fell"                                 | "If I Fell"                                 | "If I Fell"                                 | "If I Fell"                                 | "If I Fell"                                 | "If I Fell"                                 | "If I Fell"                                 | "If I Fell"                                 | "If I Fell"                                 | "If I Fell"                                 | "If I Fell"                                 | "If I Fell"                                 | "If I Fell"                                 | "If I Fell"                                 | "If I Fell"                                 | The Beatles           | The Beatles           | The Beatles           | The Beatles           | The Beatles           | The Beatles           | The Beatles           | The Beatles           | The Beatles           | The Beatles           | The Beatles           | The Beatles           | The Beatles           | The Beatles           | The Beatles           | The Beatles           | The Beatles           | The Beatles           | The Beatles           | The Beatles           | The Beatles           | The Beatles           | The Beatles           | The Beatles           | The Beatles           | The Beatles           | The Beatles           | The Beatles           | The Beatles           | The Beatles           | The Beatles           | The Beatles           | The Beatles           | The Beatles           | The Beatles           | The Beatles           | The Beatles           | The Beatles           | The Beatles           | The Beatles           | The Beatles           | The Beatles           | The Beatles           | The Beatles           | The Beatles           | The Beatles           | The Beatles           | The Beatles           | The Beatles           | The Beatles           | The Beatles           | The Beatles           | The Beatles           | The Beatles           | The Beatles           | The Beatles           | The Beatles           | The Beatles           | The Beatles           | The Beatles           | The Beatles           | The Beatles           | The Beatles           | The Beatles           | The Beatles           | The Beatles           | The Beatles           | The Beatles           | The Beatles           | The Beatles           | The Beatles           | The Beatles           | The Beatles           | The Beatles           | The Beatles           | The Beatles           | The Beatles           | The Beatles           | The Beatles           | The Beatles           | The Beatles           | The Beatles           | The Beatles           | The Beatles           | The Beatles           | The Beatles           | The Beatles           | The Beatles           | The Beatles           | The Beatles           | The Beatles           | The Beatles           | The Beatles           | The Beatles           | The Beatles           | The Beatles           | The Beatles           | The Beatles           | The Beatles           | The Beatles           | A salvo   | A salvo   | A salvo   | A salvo   | A salvo   | A salvo   | A salvo   | A salvo   | A salvo   | A salvo   | A salvo   | A salvo   | A salvo   | A salvo   | A salvo   | A salvo   | A salvo   | A salvo   | A salvo   | A salvo   | A salvo   | A salvo   | A salvo   | A salvo   | A salvo   | A salvo   | A salvo   | A salvo   | A salvo   | A salvo   | A salvo   | A salvo   | A salvo   | A salvo   | A salvo   | A salvo   | A salvo   | A salvo   | A salvo   | A salvo   | A salvo   | A salvo   | A salvo   | A salvo   | A salvo   | A salvo   | A salvo   | A salvo   | A salvo   | A salvo   | A salvo   | A salvo   | A salvo   | A salvo   | A salvo   | A salvo   | A salvo   | A salvo   | A salvo   | A salvo   | A salvo   | A salvo   | A salvo   | A salvo   | A salvo   | A salvo   | A salvo   | A salvo   | A salvo   | A salvo   | A salvo   | A salvo   | A salvo   | A salvo   | A salvo   | A salvo   | A salvo   | A salvo   | A salvo   | A salvo   | A salvo   | A salvo   | A salvo   | A salvo   | A salvo   | A salvo   | A salvo   | A salvo   | A salvo   | A salvo   | A salvo   | A salvo   | A salvo   | A salvo   | A salvo   | A salvo   | A salvo   | A salvo   | A salvo   | A salvo   |
| Top 11   | Top 11   | Top 11   | Top 11   | Top 11   | Top 11   | Top 11   | Top 11   | Top 11   | Top 11   | Top 11   | Top 11   | Top 11   | Top 11   | Top 11   | Top 11   | Top 11   | Top 11   | Top 11   | Top 11   | Top 11   | Top 11   | Top 11   | Top 11   | Top 11   | Top 11   | Top 11   | Top 11   | Top 11   | Top 11   | Top 11   | Top 11   | Top 11   | Top 11   | Top 11   | Top 11   | Top 11   | Top 11   | Top 11   | Top 11   | Top 11   | Top 11   | Top 11   | Top 11   | Top 11   | Top 11   | Top 11   | Top 11   | Top 11   | Top 11   | Top 11   | Top 11   | Top 11   | Top 11   | Top 11   | Top 11   | Top 11   | Top 11   | Top 11   | Top 11   | Top 11   | Top 11   | Top 11   | Top 11   | Top 11   | Top 11   | Top 11   | Top 11   | Top 11   | Top 11   | Top 11   | Top 11   | Top 11   | Top 11   | Top 11   | Top 11   | Top 11   | Top 11   | Top 11   | Top 11   | Top 11   | Top 11   | Top 11   | Top 11   | Top 11   | Top 11   | Top 11   | Top 11   | Top 11   | Top 11   | Top 11   | Top 11   | Top 11   | Top 11   | Top 11   | Top 11   | Top 11   | Top 11   | Top 11   | Top 11   | The Beatles          | The Beatles          | The Beatles          | The Beatles          | The Beatles          | The Beatles          | The Beatles          | The Beatles          | The Beatles          | The Beatles          | The Beatles          | The Beatles          | The Beatles          | The Beatles          | The Beatles          | The Beatles          | The Beatles          | The Beatles          | The Beatles          | The Beatles          | The Beatles          | The Beatles          | The Beatles          | The Beatles          | The Beatles          | The Beatles          | The Beatles          | The Beatles          | The Beatles          | The Beatles          | The Beatles          | The Beatles          | The Beatles          | The Beatles          | The Beatles          | The Beatles          | The Beatles          | The Beatles          | The Beatles          | The Beatles          | The Beatles          | The Beatles          | The Beatles          | The Beatles          | The Beatles          | The Beatles          | The Beatles          | The Beatles          | The Beatles          | The Beatles          | The Beatles          | The Beatles          | The Beatles          | The Beatles          | The Beatles          | The Beatles          | The Beatles          | The Beatles          | The Beatles          | The Beatles          | The Beatles          | The Beatles          | The Beatles          | The Beatles          | The Beatles          | The Beatles          | The Beatles          | The Beatles          | The Beatles          | The Beatles          | The Beatles          | The Beatles          | The Beatles          | The Beatles          | The Beatles          | The Beatles          | The Beatles          | The Beatles          | The Beatles          | The Beatles          | The Beatles          | The Beatles          | The Beatles          | The Beatles          | The Beatles          | The Beatles          | The Beatles          | The Beatles          | The Beatles          | The Beatles          | The Beatles          | The Beatles          | The Beatles          | The Beatles          | The Beatles          | The Beatles          | The Beatles          | The Beatles          | The Beatles          | The Beatles          | "Michelle"                                  | "Michelle"                                  | "Michelle"                                  | "Michelle"                                  | "Michelle"                                  | "Michelle"                                  | "Michelle"                                  | "Michelle"                                  | "Michelle"                                  | "Michelle"                                  | "Michelle"                                  | "Michelle"                                  | "Michelle"                                  | "Michelle"                                  | "Michelle"                                  | "Michelle"                                  | "Michelle"                                  | "Michelle"                                  | "Michelle"                                  | "Michelle"                                  | "Michelle"                                  | "Michelle"                                  | "Michelle"                                  | "Michelle"                                  | "Michelle"                                  | "Michelle"                                  | "Michelle"                                  | "Michelle"                                  | "Michelle"                                  | "Michelle"                                  | "Michelle"                                  | "Michelle"                                  | "Michelle"                                  | "Michelle"                                  | "Michelle"                                  | "Michelle"                                  | "Michelle"                                  | "Michelle"                                  | "Michelle"                                  | "Michelle"                                  | "Michelle"                                  | "Michelle"                                  | "Michelle"                                  | "Michelle"                                  | "Michelle"                                  | "Michelle"                                  | "Michelle"                                  | "Michelle"                                  | "Michelle"                                  | "Michelle"                                  | "Michelle"                                  | "Michelle"                                  | "Michelle"                                  | "Michelle"                                  | "Michelle"                                  | "Michelle"                                  | "Michelle"                                  | "Michelle"                                  | "Michelle"                                  | "Michelle"                                  | "Michelle"                                  | "Michelle"                                  | "Michelle"                                  | "Michelle"                                  | "Michelle"                                  | "Michelle"                                  | "Michelle"                                  | "Michelle"                                  | "Michelle"                                  | "Michelle"                                  | "Michelle"                                  | "Michelle"                                  | "Michelle"                                  | "Michelle"                                  | "Michelle"                                  | "Michelle"                                  | "Michelle"                                  | "Michelle"                                  | "Michelle"                                  | "Michelle"                                  | "Michelle"                                  | "Michelle"                                  | "Michelle"                                  | "Michelle"                                  | "Michelle"                                  | "Michelle"                                  | "Michelle"                                  | "Michelle"                                  | "Michelle"                                  | "Michelle"                                  | "Michelle"                                  | "Michelle"                                  | "Michelle"                                  | "Michelle"                                  | "Michelle"                                  | "Michelle"                                  | "Michelle"                                  | "Michelle"                                  | "Michelle"                                  | "Michelle"                                  | The Beatles           | The Beatles           | The Beatles           | The Beatles           | The Beatles           | The Beatles           | The Beatles           | The Beatles           | The Beatles           | The Beatles           | The Beatles           | The Beatles           | The Beatles           | The Beatles           | The Beatles           | The Beatles           | The Beatles           | The Beatles           | The Beatles           | The Beatles           | The Beatles           | The Beatles           | The Beatles           | The Beatles           | The Beatles           | The Beatles           | The Beatles           | The Beatles           | The Beatles           | The Beatles           | The Beatles           | The Beatles           | The Beatles           | The Beatles           | The Beatles           | The Beatles           | The Beatles           | The Beatles           | The Beatles           | The Beatles           | The Beatles           | The Beatles           | The Beatles           | The Beatles           | The Beatles           | The Beatles           | The Beatles           | The Beatles           | The Beatles           | The Beatles           | The Beatles           | The Beatles           | The Beatles           | The Beatles           | The Beatles           | The Beatles           | The Beatles           | The Beatles           | The Beatles           | The Beatles           | The Beatles           | The Beatles           | The Beatles           | The Beatles           | The Beatles           | The Beatles           | The Beatles           | The Beatles           | The Beatles           | The Beatles           | The Beatles           | The Beatles           | The Beatles           | The Beatles           | The Beatles           | The Beatles           | The Beatles           | The Beatles           | The Beatles           | The Beatles           | The Beatles           | The Beatles           | The Beatles           | The Beatles           | The Beatles           | The Beatles           | The Beatles           | The Beatles           | The Beatles           | The Beatles           | The Beatles           | The Beatles           | The Beatles           | The Beatles           | The Beatles           | The Beatles           | The Beatles           | The Beatles           | The Beatles           | The Beatles           | A salvo   | A salvo   | A salvo   | A salvo   | A salvo   | A salvo   | A salvo   | A salvo   | A salvo   | A salvo   | A salvo   | A salvo   | A salvo   | A salvo   | A salvo   | A salvo   | A salvo   | A salvo   | A salvo   | A salvo   | A salvo   | A salvo   | A salvo   | A salvo   | A salvo   | A salvo   | A salvo   | A salvo   | A salvo   | A salvo   | A salvo   | A salvo   | A salvo   | A salvo   | A salvo   | A salvo   | A salvo   | A salvo   | A salvo   | A salvo   | A salvo   | A salvo   | A salvo   | A salvo   | A salvo   | A salvo   | A salvo   | A salvo   | A salvo   | A salvo   | A salvo   | A salvo   | A salvo   | A salvo   | A salvo   | A salvo   | A salvo   | A salvo   | A salvo   | A salvo   | A salvo   | A salvo   | A salvo   | A salvo   | A salvo   | A salvo   | A salvo   | A salvo   | A salvo   | A salvo   | A salvo   | A salvo   | A salvo   | A salvo   | A salvo   | A salvo   | A salvo   | A salvo   | A salvo   | A salvo   | A salvo   | A salvo   | A salvo   | A salvo   | A salvo   | A salvo   | A salvo   | A salvo   | A salvo   | A salvo   | A salvo   | A salvo   | A salvo   | A salvo   | A salvo   | A salvo   | A salvo   | A salvo   | A salvo   | A salvo   |
| Top 10   | Top 10   | Top 10   | Top 10   | Top 10   | Top 10   | Top 10   | Top 10   | Top 10   | Top 10   | Top 10   | Top 10   | Top 10   | Top 10   | Top 10   | Top 10   | Top 10   | Top 10   | Top 10   | Top 10   | Top 10   | Top 10   | Top 10   | Top 10   | Top 10   | Top 10   | Top 10   | Top 10   | Top 10   | Top 10   | Top 10   | Top 10   | Top 10   | Top 10   | Top 10   | Top 10   | Top 10   | Top 10   | Top 10   | Top 10   | Top 10   | Top 10   | Top 10   | Top 10   | Top 10   | Top 10   | Top 10   | Top 10   | Top 10   | Top 10   | Top 10   | Top 10   | Top 10   | Top 10   | Top 10   | Top 10   | Top 10   | Top 10   | Top 10   | Top 10   | Top 10   | Top 10   | Top 10   | Top 10   | Top 10   | Top 10   | Top 10   | Top 10   | Top 10   | Top 10   | Top 10   | Top 10   | Top 10   | Top 10   | Top 10   | Top 10   | Top 10   | Top 10   | Top 10   | Top 10   | Top 10   | Top 10   | Top 10   | Top 10   | Top 10   | Top 10   | Top 10   | Top 10   | Top 10   | Top 10   | Top 10   | Top 10   | Top 10   | Top 10   | Top 10   | Top 10   | Top 10   | Top 10   | Top 10   | Top 10   | Año en que nacieron  | Año en que nacieron  | Año en que nacieron  | Año en que nacieron  | Año en que nacieron  | Año en que nacieron  | Año en que nacieron  | Año en que nacieron  | Año en que nacieron  | Año en que nacieron  | Año en que nacieron  | Año en que nacieron  | Año en que nacieron  | Año en que nacieron  | Año en que nacieron  | Año en que nacieron  | Año en que nacieron  | Año en que nacieron  | Año en que nacieron  | Año en que nacieron  | Año en que nacieron  | Año en que nacieron  | Año en que nacieron  | Año en que nacieron  | Año en que nacieron  | Año en que nacieron  | Año en que nacieron  | Año en que nacieron  | Año en que nacieron  | Año en que nacieron  | Año en que nacieron  | Año en que nacieron  | Año en que nacieron  | Año en que nacieron  | Año en que nacieron  | Año en que nacieron  | Año en que nacieron  | Año en que nacieron  | Año en que nacieron  | Año en que nacieron  | Año en que nacieron  | Año en que nacieron  | Año en que nacieron  | Año en que nacieron  | Año en que nacieron  | Año en que nacieron  | Año en que nacieron  | Año en que nacieron  | Año en que nacieron  | Año en que nacieron  | Año en que nacieron  | Año en que nacieron  | Año en que nacieron  | Año en que nacieron  | Año en que nacieron  | Año en que nacieron  | Año en que nacieron  | Año en que nacieron  | Año en que nacieron  | Año en que nacieron  | Año en que nacieron  | Año en que nacieron  | Año en que nacieron  | Año en que nacieron  | Año en que nacieron  | Año en que nacieron  | Año en que nacieron  | Año en que nacieron  | Año en que nacieron  | Año en que nacieron  | Año en que nacieron  | Año en que nacieron  | Año en que nacieron  | Año en que nacieron  | Año en que nacieron  | Año en que nacieron  | Año en que nacieron  | Año en que nacieron  | Año en que nacieron  | Año en que nacieron  | Año en que nacieron  | Año en que nacieron  | Año en que nacieron  | Año en que nacieron  | Año en que nacieron  | Año en que nacieron  | Año en que nacieron  | Año en que nacieron  | Año en que nacieron  | Año en que nacieron  | Año en que nacieron  | Año en que nacieron  | Año en que nacieron  | Año en que nacieron  | Año en que nacieron  | Año en que nacieron  | Año en que nacieron  | Año en que nacieron  | Año en que nacieron  | Año en que nacieron  | "Fragile/Fragilidad"                        | "Fragile/Fragilidad"                        | "Fragile/Fragilidad"                        | "Fragile/Fragilidad"                        | "Fragile/Fragilidad"                        | "Fragile/Fragilidad"                        | "Fragile/Fragilidad"                        | "Fragile/Fragilidad"                        | "Fragile/Fragilidad"                        | "Fragile/Fragilidad"                        | "Fragile/Fragilidad"                        | "Fragile/Fragilidad"                        | "Fragile/Fragilidad"                        | "Fragile/Fragilidad"                        | "Fragile/Fragilidad"                        | "Fragile/Fragilidad"                        | "Fragile/Fragilidad"                        | "Fragile/Fragilidad"                        | "Fragile/Fragilidad"                        | "Fragile/Fragilidad"                        | "Fragile/Fragilidad"                        | "Fragile/Fragilidad"                        | "Fragile/Fragilidad"                        | "Fragile/Fragilidad"                        | "Fragile/Fragilidad"                        | "Fragile/Fragilidad"                        | "Fragile/Fragilidad"                        | "Fragile/Fragilidad"                        | "Fragile/Fragilidad"                        | "Fragile/Fragilidad"                        | "Fragile/Fragilidad"                        | "Fragile/Fragilidad"                        | "Fragile/Fragilidad"                        | "Fragile/Fragilidad"                        | "Fragile/Fragilidad"                        | "Fragile/Fragilidad"                        | "Fragile/Fragilidad"                        | "Fragile/Fragilidad"                        | "Fragile/Fragilidad"                        | "Fragile/Fragilidad"                        | "Fragile/Fragilidad"                        | "Fragile/Fragilidad"                        | "Fragile/Fragilidad"                        | "Fragile/Fragilidad"                        | "Fragile/Fragilidad"                        | "Fragile/Fragilidad"                        | "Fragile/Fragilidad"                        | "Fragile/Fragilidad"                        | "Fragile/Fragilidad"                        | "Fragile/Fragilidad"                        | "Fragile/Fragilidad"                        | "Fragile/Fragilidad"                        | "Fragile/Fragilidad"                        | "Fragile/Fragilidad"                        | "Fragile/Fragilidad"                        | "Fragile/Fragilidad"                        | "Fragile/Fragilidad"                        | "Fragile/Fragilidad"                        | "Fragile/Fragilidad"                        | "Fragile/Fragilidad"                        | "Fragile/Fragilidad"                        | "Fragile/Fragilidad"                        | "Fragile/Fragilidad"                        | "Fragile/Fragilidad"                        | "Fragile/Fragilidad"                        | "Fragile/Fragilidad"                        | "Fragile/Fragilidad"                        | "Fragile/Fragilidad"                        | "Fragile/Fragilidad"                        | "Fragile/Fragilidad"                        | "Fragile/Fragilidad"                        | "Fragile/Fragilidad"                        | "Fragile/Fragilidad"                        | "Fragile/Fragilidad"                        | "Fragile/Fragilidad"                        | "Fragile/Fragilidad"                        | "Fragile/Fragilidad"                        | "Fragile/Fragilidad"                        | "Fragile/Fragilidad"                        | "Fragile/Fragilidad"                        | "Fragile/Fragilidad"                        | "Fragile/Fragilidad"                        | "Fragile/Fragilidad"                        | "Fragile/Fragilidad"                        | "Fragile/Fragilidad"                        | "Fragile/Fragilidad"                        | "Fragile/Fragilidad"                        | "Fragile/Fragilidad"                        | "Fragile/Fragilidad"                        | "Fragile/Fragilidad"                        | "Fragile/Fragilidad"                        | "Fragile/Fragilidad"                        | "Fragile/Fragilidad"                        | "Fragile/Fragilidad"                        | "Fragile/Fragilidad"                        | "Fragile/Fragilidad"                        | "Fragile/Fragilidad"                        | "Fragile/Fragilidad"                        | "Fragile/Fragilidad"                        | "Fragile/Fragilidad"                        | Sting                 | Sting                 | Sting                 | Sting                 | Sting                 | Sting                 | Sting                 | Sting                 | Sting                 | Sting                 | Sting                 | Sting                 | Sting                 | Sting                 | Sting                 | Sting                 | Sting                 | Sting                 | Sting                 | Sting                 | Sting                 | Sting                 | Sting                 | Sting                 | Sting                 | Sting                 | Sting                 | Sting                 | Sting                 | Sting                 | Sting                 | Sting                 | Sting                 | Sting                 | Sting                 | Sting                 | Sting                 | Sting                 | Sting                 | Sting                 | Sting                 | Sting                 | Sting                 | Sting                 | Sting                 | Sting                 | Sting                 | Sting                 | Sting                 | Sting                 | Sting                 | Sting                 | Sting                 | Sting                 | Sting                 | Sting                 | Sting                 | Sting                 | Sting                 | Sting                 | Sting                 | Sting                 | Sting                 | Sting                 | Sting                 | Sting                 | Sting                 | Sting                 | Sting                 | Sting                 | Sting                 | Sting                 | Sting                 | Sting                 | Sting                 | Sting                 | Sting                 | Sting                 | Sting                 | Sting                 | Sting                 | Sting                 | Sting                 | Sting                 | Sting                 | Sting                 | Sting                 | Sting                 | Sting                 | Sting                 | Sting                 | Sting                 | Sting                 | Sting                 | Sting                 | Sting                 | Sting                 | Sting                 | Sting                 | Sting                 | Bottom 3  | Bottom 3  | Bottom 3  | Bottom 3  | Bottom 3  | Bottom 3  | Bottom 3  | Bottom 3  | Bottom 3  | Bottom 3  | Bottom 3  | Bottom 3  | Bottom 3  | Bottom 3  | Bottom 3  | Bottom 3  | Bottom 3  | Bottom 3  | Bottom 3  | Bottom 3  | Bottom 3  | Bottom 3  | Bottom 3  | Bottom 3  | Bottom 3  | Bottom 3  | Bottom 3  | Bottom 3  | Bottom 3  | Bottom 3  | Bottom 3  | Bottom 3  | Bottom 3  | Bottom 3  | Bottom 3  | Bottom 3  | Bottom 3  | Bottom 3  | Bottom 3  | Bottom 3  | Bottom 3  | Bottom 3  | Bottom 3  | Bottom 3  | Bottom 3  | Bottom 3  | Bottom 3  | Bottom 3  | Bottom 3  | Bottom 3  | Bottom 3  | Bottom 3  | Bottom 3  | Bottom 3  | Bottom 3  | Bottom 3  | Bottom 3  | Bottom 3  | Bottom 3  | Bottom 3  | Bottom 3  | Bottom 3  | Bottom 3  | Bottom 3  | Bottom 3  | Bottom 3  | Bottom 3  | Bottom 3  | Bottom 3  | Bottom 3  | Bottom 3  | Bottom 3  | Bottom 3  | Bottom 3  | Bottom 3  | Bottom 3  | Bottom 3  | Bottom 3  | Bottom 3  | Bottom 3  | Bottom 3  | Bottom 3  | Bottom 3  | Bottom 3  | Bottom 3  | Bottom 3  | Bottom 3  | Bottom 3  | Bottom 3  | Bottom 3  | Bottom 3  | Bottom 3  | Bottom 3  | Bottom 3  | Bottom 3  | Bottom 3  | Bottom 3  | Bottom 3  | Bottom 3  | Bottom 3  |
| Top 9    | Top 9    | Top 9    | Top 9    | Top 9    | Top 9    | Top 9    | Top 9    | Top 9    | Top 9    | Top 9    | Top 9    | Top 9    | Top 9    | Top 9    | Top 9    | Top 9    | Top 9    | Top 9    | Top 9    | Top 9    | Top 9    | Top 9    | Top 9    | Top 9    | Top 9    | Top 9    | Top 9    | Top 9    | Top 9    | Top 9    | Top 9    | Top 9    | Top 9    | Top 9    | Top 9    | Top 9    | Top 9    | Top 9    | Top 9    | Top 9    | Top 9    | Top 9    | Top 9    | Top 9    | Top 9    | Top 9    | Top 9    | Top 9    | Top 9    | Top 9    | Top 9    | Top 9    | Top 9    | Top 9    | Top 9    | Top 9    | Top 9    | Top 9    | Top 9    | Top 9    | Top 9    | Top 9    | Top 9    | Top 9    | Top 9    | Top 9    | Top 9    | Top 9    | Top 9    | Top 9    | Top 9    | Top 9    | Top 9    | Top 9    | Top 9    | Top 9    | Top 9    | Top 9    | Top 9    | Top 9    | Top 9    | Top 9    | Top 9    | Top 9    | Top 9    | Top 9    | Top 9    | Top 9    | Top 9    | Top 9    | Top 9    | Top 9    | Top 9    | Top 9    | Top 9    | Top 9    | Top 9    | Top 9    | Top 9    | Dolly Parton         | Dolly Parton         | Dolly Parton         | Dolly Parton         | Dolly Parton         | Dolly Parton         | Dolly Parton         | Dolly Parton         | Dolly Parton         | Dolly Parton         | Dolly Parton         | Dolly Parton         | Dolly Parton         | Dolly Parton         | Dolly Parton         | Dolly Parton         | Dolly Parton         | Dolly Parton         | Dolly Parton         | Dolly Parton         | Dolly Parton         | Dolly Parton         | Dolly Parton         | Dolly Parton         | Dolly Parton         | Dolly Parton         | Dolly Parton         | Dolly Parton         | Dolly Parton         | Dolly Parton         | Dolly Parton         | Dolly Parton         | Dolly Parton         | Dolly Parton         | Dolly Parton         | Dolly Parton         | Dolly Parton         | Dolly Parton         | Dolly Parton         | Dolly Parton         | Dolly Parton         | Dolly Parton         | Dolly Parton         | Dolly Parton         | Dolly Parton         | Dolly Parton         | Dolly Parton         | Dolly Parton         | Dolly Parton         | Dolly Parton         | Dolly Parton         | Dolly Parton         | Dolly Parton         | Dolly Parton         | Dolly Parton         | Dolly Parton         | Dolly Parton         | Dolly Parton         | Dolly Parton         | Dolly Parton         | Dolly Parton         | Dolly Parton         | Dolly Parton         | Dolly Parton         | Dolly Parton         | Dolly Parton         | Dolly Parton         | Dolly Parton         | Dolly Parton         | Dolly Parton         | Dolly Parton         | Dolly Parton         | Dolly Parton         | Dolly Parton         | Dolly Parton         | Dolly Parton         | Dolly Parton         | Dolly Parton         | Dolly Parton         | Dolly Parton         | Dolly Parton         | Dolly Parton         | Dolly Parton         | Dolly Parton         | Dolly Parton         | Dolly Parton         | Dolly Parton         | Dolly Parton         | Dolly Parton         | Dolly Parton         | Dolly Parton         | Dolly Parton         | Dolly Parton         | Dolly Parton         | Dolly Parton         | Dolly Parton         | Dolly Parton         | Dolly Parton         | Dolly Parton         | Dolly Parton         | "Travelin' Thru"                            | "Travelin' Thru"                            | "Travelin' Thru"                            | "Travelin' Thru"                            | "Travelin' Thru"                            | "Travelin' Thru"                            | "Travelin' Thru"                            | "Travelin' Thru"                            | "Travelin' Thru"                            | "Travelin' Thru"                            | "Travelin' Thru"                            | "Travelin' Thru"                            | "Travelin' Thru"                            | "Travelin' Thru"                            | "Travelin' Thru"                            | "Travelin' Thru"                            | "Travelin' Thru"                            | "Travelin' Thru"                            | "Travelin' Thru"                            | "Travelin' Thru"                            | "Travelin' Thru"                            | "Travelin' Thru"                            | "Travelin' Thru"                            | "Travelin' Thru"                            | "Travelin' Thru"                            | "Travelin' Thru"                            | "Travelin' Thru"                            | "Travelin' Thru"                            | "Travelin' Thru"                            | "Travelin' Thru"                            | "Travelin' Thru"                            | "Travelin' Thru"                            | "Travelin' Thru"                            | "Travelin' Thru"                            | "Travelin' Thru"                            | "Travelin' Thru"                            | "Travelin' Thru"                            | "Travelin' Thru"                            | "Travelin' Thru"                            | "Travelin' Thru"                            | "Travelin' Thru"                            | "Travelin' Thru"                            | "Travelin' Thru"                            | "Travelin' Thru"                            | "Travelin' Thru"                            | "Travelin' Thru"                            | "Travelin' Thru"                            | "Travelin' Thru"                            | "Travelin' Thru"                            | "Travelin' Thru"                            | "Travelin' Thru"                            | "Travelin' Thru"                            | "Travelin' Thru"                            | "Travelin' Thru"                            | "Travelin' Thru"                            | "Travelin' Thru"                            | "Travelin' Thru"                            | "Travelin' Thru"                            | "Travelin' Thru"                            | "Travelin' Thru"                            | "Travelin' Thru"                            | "Travelin' Thru"                            | "Travelin' Thru"                            | "Travelin' Thru"                            | "Travelin' Thru"                            | "Travelin' Thru"                            | "Travelin' Thru"                            | "Travelin' Thru"                            | "Travelin' Thru"                            | "Travelin' Thru"                            | "Travelin' Thru"                            | "Travelin' Thru"                            | "Travelin' Thru"                            | "Travelin' Thru"                            | "Travelin' Thru"                            | "Travelin' Thru"                            | "Travelin' Thru"                            | "Travelin' Thru"                            | "Travelin' Thru"                            | "Travelin' Thru"                            | "Travelin' Thru"                            | "Travelin' Thru"                            | "Travelin' Thru"                            | "Travelin' Thru"                            | "Travelin' Thru"                            | "Travelin' Thru"                            | "Travelin' Thru"                            | "Travelin' Thru"                            | "Travelin' Thru"                            | "Travelin' Thru"                            | "Travelin' Thru"                            | "Travelin' Thru"                            | "Travelin' Thru"                            | "Travelin' Thru"                            | "Travelin' Thru"                            | "Travelin' Thru"                            | "Travelin' Thru"                            | "Travelin' Thru"                            | "Travelin' Thru"                            | "Travelin' Thru"                            | Dolly Parton          | Dolly Parton          | Dolly Parton          | Dolly Parton          | Dolly Parton          | Dolly Parton          | Dolly Parton          | Dolly Parton          | Dolly Parton          | Dolly Parton          | Dolly Parton          | Dolly Parton          | Dolly Parton          | Dolly Parton          | Dolly Parton          | Dolly Parton          | Dolly Parton          | Dolly Parton          | Dolly Parton          | Dolly Parton          | Dolly Parton          | Dolly Parton          | Dolly Parton          | Dolly Parton          | Dolly Parton          | Dolly Parton          | Dolly Parton          | Dolly Parton          | Dolly Parton          | Dolly Parton          | Dolly Parton          | Dolly Parton          | Dolly Parton          | Dolly Parton          | Dolly Parton          | Dolly Parton          | Dolly Parton          | Dolly Parton          | Dolly Parton          | Dolly Parton          | Dolly Parton          | Dolly Parton          | Dolly Parton          | Dolly Parton          | Dolly Parton          | Dolly Parton          | Dolly Parton          | Dolly Parton          | Dolly Parton          | Dolly Parton          | Dolly Parton          | Dolly Parton          | Dolly Parton          | Dolly Parton          | Dolly Parton          | Dolly Parton          | Dolly Parton          | Dolly Parton          | Dolly Parton          | Dolly Parton          | Dolly Parton          | Dolly Parton          | Dolly Parton          | Dolly Parton          | Dolly Parton          | Dolly Parton          | Dolly Parton          | Dolly Parton          | Dolly Parton          | Dolly Parton          | Dolly Parton          | Dolly Parton          | Dolly Parton          | Dolly Parton          | Dolly Parton          | Dolly Parton          | Dolly Parton          | Dolly Parton          | Dolly Parton          | Dolly Parton          | Dolly Parton          | Dolly Parton          | Dolly Parton          | Dolly Parton          | Dolly Parton          | Dolly Parton          | Dolly Parton          | Dolly Parton          | Dolly Parton          | Dolly Parton          | Dolly Parton          | Dolly Parton          | Dolly Parton          | Dolly Parton          | Dolly Parton          | Dolly Parton          | Dolly Parton          | Dolly Parton          | Dolly Parton          | Dolly Parton          | A salvo   | A salvo   | A salvo   | A salvo   | A salvo   | A salvo   | A salvo   | A salvo   | A salvo   | A salvo   | A salvo   | A salvo   | A salvo   | A salvo   | A salvo   | A salvo   | A salvo   | A salvo   | A salvo   | A salvo   | A salvo   | A salvo   | A salvo   | A salvo   | A salvo   | A salvo   | A salvo   | A salvo   | A salvo   | A salvo   | A salvo   | A salvo   | A salvo   | A salvo   | A salvo   | A salvo   | A salvo   | A salvo   | A salvo   | A salvo   | A salvo   | A salvo   | A salvo   | A salvo   | A salvo   | A salvo   | A salvo   | A salvo   | A salvo   | A salvo   | A salvo   | A salvo   | A salvo   | A salvo   | A salvo   | A salvo   | A salvo   | A salvo   | A salvo   | A salvo   | A salvo   | A salvo   | A salvo   | A salvo   | A salvo   | A salvo   | A salvo   | A salvo   | A salvo   | A salvo   | A salvo   | A salvo   | A salvo   | A salvo   | A salvo   | A salvo   | A salvo   | A salvo   | A salvo   | A salvo   | A salvo   | A salvo   | A salvo   | A salvo   | A salvo   | A salvo   | A salvo   | A salvo   | A salvo   | A salvo   | A salvo   | A salvo   | A salvo   | A salvo   | A salvo   | A salvo   | A salvo   | A salvo   | A salvo   | A salvo   |
| Top 8    | Top 8    | Top 8    | Top 8    | Top 8    | Top 8    | Top 8    | Top 8    | Top 8    | Top 8    | Top 8    | Top 8    | Top 8    | Top 8    | Top 8    | Top 8    | Top 8    | Top 8    | Top 8    | Top 8    | Top 8    | Top 8    | Top 8    | Top 8    | Top 8    | Top 8    | Top 8    | Top 8    | Top 8    | Top 8    | Top 8    | Top 8    | Top 8    | Top 8    | Top 8    | Top 8    | Top 8    | Top 8    | Top 8    | Top 8    | Top 8    | Top 8    | Top 8    | Top 8    | Top 8    | Top 8    | Top 8    | Top 8    | Top 8    | Top 8    | Top 8    | Top 8    | Top 8    | Top 8    | Top 8    | Top 8    | Top 8    | Top 8    | Top 8    | Top 8    | Top 8    | Top 8    | Top 8    | Top 8    | Top 8    | Top 8    | Top 8    | Top 8    | Top 8    | Top 8    | Top 8    | Top 8    | Top 8    | Top 8    | Top 8    | Top 8    | Top 8    | Top 8    | Top 8    | Top 8    | Top 8    | Top 8    | Top 8    | Top 8    | Top 8    | Top 8    | Top 8    | Top 8    | Top 8    | Top 8    | Top 8    | Top 8    | Top 8    | Top 8    | Top 8    | Top 8    | Top 8    | Top 8    | Top 8    | Top 8    | Música Inspiracional | Música Inspiracional | Música Inspiracional | Música Inspiracional | Música Inspiracional | Música Inspiracional | Música Inspiracional | Música Inspiracional | Música Inspiracional | Música Inspiracional | Música Inspiracional | Música Inspiracional | Música Inspiracional | Música Inspiracional | Música Inspiracional | Música Inspiracional | Música Inspiracional | Música Inspiracional | Música Inspiracional | Música Inspiracional | Música Inspiracional | Música Inspiracional | Música Inspiracional | Música Inspiracional | Música Inspiracional | Música Inspiracional | Música Inspiracional | Música Inspiracional | Música Inspiracional | Música Inspiracional | Música Inspiracional | Música Inspiracional | Música Inspiracional | Música Inspiracional | Música Inspiracional | Música Inspiracional | Música Inspiracional | Música Inspiracional | Música Inspiracional | Música Inspiracional | Música Inspiracional | Música Inspiracional | Música Inspiracional | Música Inspiracional | Música Inspiracional | Música Inspiracional | Música Inspiracional | Música Inspiracional | Música Inspiracional | Música Inspiracional | Música Inspiracional | Música Inspiracional | Música Inspiracional | Música Inspiracional | Música Inspiracional | Música Inspiracional | Música Inspiracional | Música Inspiracional | Música Inspiracional | Música Inspiracional | Música Inspiracional | Música Inspiracional | Música Inspiracional | Música Inspiracional | Música Inspiracional | Música Inspiracional | Música Inspiracional | Música Inspiracional | Música Inspiracional | Música Inspiracional | Música Inspiracional | Música Inspiracional | Música Inspiracional | Música Inspiracional | Música Inspiracional | Música Inspiracional | Música Inspiracional | Música Inspiracional | Música Inspiracional | Música Inspiracional | Música Inspiracional | Música Inspiracional | Música Inspiracional | Música Inspiracional | Música Inspiracional | Música Inspiracional | Música Inspiracional | Música Inspiracional | Música Inspiracional | Música Inspiracional | Música Inspiracional | Música Inspiracional | Música Inspiracional | Música Inspiracional | Música Inspiracional | Música Inspiracional | Música Inspiracional | Música Inspiracional | Música Inspiracional | Música Inspiracional | "Over the Rainbow"                          | "Over the Rainbow"                          | "Over the Rainbow"                          | "Over the Rainbow"                          | "Over the Rainbow"                          | "Over the Rainbow"                          | "Over the Rainbow"                          | "Over the Rainbow"                          | "Over the Rainbow"                          | "Over the Rainbow"                          | "Over the Rainbow"                          | "Over the Rainbow"                          | "Over the Rainbow"                          | "Over the Rainbow"                          | "Over the Rainbow"                          | "Over the Rainbow"                          | "Over the Rainbow"                          | "Over the Rainbow"                          | "Over the Rainbow"                          | "Over the Rainbow"                          | "Over the Rainbow"                          | "Over the Rainbow"                          | "Over the Rainbow"                          | "Over the Rainbow"                          | "Over the Rainbow"                          | "Over the Rainbow"                          | "Over the Rainbow"                          | "Over the Rainbow"                          | "Over the Rainbow"                          | "Over the Rainbow"                          | "Over the Rainbow"                          | "Over the Rainbow"                          | "Over the Rainbow"                          | "Over the Rainbow"                          | "Over the Rainbow"                          | "Over the Rainbow"                          | "Over the Rainbow"                          | "Over the Rainbow"                          | "Over the Rainbow"                          | "Over the Rainbow"                          | "Over the Rainbow"                          | "Over the Rainbow"                          | "Over the Rainbow"                          | "Over the Rainbow"                          | "Over the Rainbow"                          | "Over the Rainbow"                          | "Over the Rainbow"                          | "Over the Rainbow"                          | "Over the Rainbow"                          | "Over the Rainbow"                          | "Over the Rainbow"                          | "Over the Rainbow"                          | "Over the Rainbow"                          | "Over the Rainbow"                          | "Over the Rainbow"                          | "Over the Rainbow"                          | "Over the Rainbow"                          | "Over the Rainbow"                          | "Over the Rainbow"                          | "Over the Rainbow"                          | "Over the Rainbow"                          | "Over the Rainbow"                          | "Over the Rainbow"                          | "Over the Rainbow"                          | "Over the Rainbow"                          | "Over the Rainbow"                          | "Over the Rainbow"                          | "Over the Rainbow"                          | "Over the Rainbow"                          | "Over the Rainbow"                          | "Over the Rainbow"                          | "Over the Rainbow"                          | "Over the Rainbow"                          | "Over the Rainbow"                          | "Over the Rainbow"                          | "Over the Rainbow"                          | "Over the Rainbow"                          | "Over the Rainbow"                          | "Over the Rainbow"                          | "Over the Rainbow"                          | "Over the Rainbow"                          | "Over the Rainbow"                          | "Over the Rainbow"                          | "Over the Rainbow"                          | "Over the Rainbow"                          | "Over the Rainbow"                          | "Over the Rainbow"                          | "Over the Rainbow"                          | "Over the Rainbow"                          | "Over the Rainbow"                          | "Over the Rainbow"                          | "Over the Rainbow"                          | "Over the Rainbow"                          | "Over the Rainbow"                          | "Over the Rainbow"                          | "Over the Rainbow"                          | "Over the Rainbow"                          | "Over the Rainbow"                          | "Over the Rainbow"                          | "Over the Rainbow"                          | Israel Kamakawiwoʻole | Israel Kamakawiwoʻole | Israel Kamakawiwoʻole | Israel Kamakawiwoʻole | Israel Kamakawiwoʻole | Israel Kamakawiwoʻole | Israel Kamakawiwoʻole | Israel Kamakawiwoʻole | Israel Kamakawiwoʻole | Israel Kamakawiwoʻole | Israel Kamakawiwoʻole | Israel Kamakawiwoʻole | Israel Kamakawiwoʻole | Israel Kamakawiwoʻole | Israel Kamakawiwoʻole | Israel Kamakawiwoʻole | Israel Kamakawiwoʻole | Israel Kamakawiwoʻole | Israel Kamakawiwoʻole | Israel Kamakawiwoʻole | Israel Kamakawiwoʻole | Israel Kamakawiwoʻole | Israel Kamakawiwoʻole | Israel Kamakawiwoʻole | Israel Kamakawiwoʻole | Israel Kamakawiwoʻole | Israel Kamakawiwoʻole | Israel Kamakawiwoʻole | Israel Kamakawiwoʻole | Israel Kamakawiwoʻole | Israel Kamakawiwoʻole | Israel Kamakawiwoʻole | Israel Kamakawiwoʻole | Israel Kamakawiwoʻole | Israel Kamakawiwoʻole | Israel Kamakawiwoʻole | Israel Kamakawiwoʻole | Israel Kamakawiwoʻole | Israel Kamakawiwoʻole | Israel Kamakawiwoʻole | Israel Kamakawiwoʻole | Israel Kamakawiwoʻole | Israel Kamakawiwoʻole | Israel Kamakawiwoʻole | Israel Kamakawiwoʻole | Israel Kamakawiwoʻole | Israel Kamakawiwoʻole | Israel Kamakawiwoʻole | Israel Kamakawiwoʻole | Israel Kamakawiwoʻole | Israel Kamakawiwoʻole | Israel Kamakawiwoʻole | Israel Kamakawiwoʻole | Israel Kamakawiwoʻole | Israel Kamakawiwoʻole | Israel Kamakawiwoʻole | Israel Kamakawiwoʻole | Israel Kamakawiwoʻole | Israel Kamakawiwoʻole | Israel Kamakawiwoʻole | Israel Kamakawiwoʻole | Israel Kamakawiwoʻole | Israel Kamakawiwoʻole | Israel Kamakawiwoʻole | Israel Kamakawiwoʻole | Israel Kamakawiwoʻole | Israel Kamakawiwoʻole | Israel Kamakawiwoʻole | Israel Kamakawiwoʻole | Israel Kamakawiwoʻole | Israel Kamakawiwoʻole | Israel Kamakawiwoʻole | Israel Kamakawiwoʻole | Israel Kamakawiwoʻole | Israel Kamakawiwoʻole | Israel Kamakawiwoʻole | Israel Kamakawiwoʻole | Israel Kamakawiwoʻole | Israel Kamakawiwoʻole | Israel Kamakawiwoʻole | Israel Kamakawiwoʻole | Israel Kamakawiwoʻole | Israel Kamakawiwoʻole | Israel Kamakawiwoʻole | Israel Kamakawiwoʻole | Israel Kamakawiwoʻole | Israel Kamakawiwoʻole | Israel Kamakawiwoʻole | Israel Kamakawiwoʻole | Israel Kamakawiwoʻole | Israel Kamakawiwoʻole | Israel Kamakawiwoʻole | Israel Kamakawiwoʻole | Israel Kamakawiwoʻole | Israel Kamakawiwoʻole | Israel Kamakawiwoʻole | Israel Kamakawiwoʻole | Israel Kamakawiwoʻole | Israel Kamakawiwoʻole | Israel Kamakawiwoʻole | A salvo   | A salvo   | A salvo   | A salvo   | A salvo   | A salvo   | A salvo   | A salvo   | A salvo   | A salvo   | A salvo   | A salvo   | A salvo   | A salvo   | A salvo   | A salvo   | A salvo   | A salvo   | A salvo   | A salvo   | A salvo   | A salvo   | A salvo   | A salvo   | A salvo   | A salvo   | A salvo   | A salvo   | A salvo   | A salvo   | A salvo   | A salvo   | A salvo   | A salvo   | A salvo   | A salvo   | A salvo   | A salvo   | A salvo   | A salvo   | A salvo   | A salvo   | A salvo   | A salvo   | A salvo   | A salvo   | A salvo   | A salvo   | A salvo   | A salvo   | A salvo   | A salvo   | A salvo   | A salvo   | A salvo   | A salvo   | A salvo   | A salvo   | A salvo   | A salvo   | A salvo   | A salvo   | A salvo   | A salvo   | A salvo   | A salvo   | A salvo   | A salvo   | A salvo   | A salvo   | A salvo   | A salvo   | A salvo   | A salvo   | A salvo   | A salvo   | A salvo   | A salvo   | A salvo   | A salvo   | A salvo   | A salvo   | A salvo   | A salvo   | A salvo   | A salvo   | A salvo   | A salvo   | A salvo   | A salvo   | A salvo   | A salvo   | A salvo   | A salvo   | A salvo   | A salvo   | A salvo   | A salvo   | A salvo   | A salvo   |
| Top 7    | Top 7    | Top 7    | Top 7    | Top 7    | Top 7    | Top 7    | Top 7    | Top 7    | Top 7    | Top 7    | Top 7    | Top 7    | Top 7    | Top 7    | Top 7    | Top 7    | Top 7    | Top 7    | Top 7    | Top 7    | Top 7    | Top 7    | Top 7    | Top 7    | Top 7    | Top 7    | Top 7    | Top 7    | Top 7    | Top 7    | Top 7    | Top 7    | Top 7    | Top 7    | Top 7    | Top 7    | Top 7    | Top 7    | Top 7    | Top 7    | Top 7    | Top 7    | Top 7    | Top 7    | Top 7    | Top 7    | Top 7    | Top 7    | Top 7    | Top 7    | Top 7    | Top 7    | Top 7    | Top 7    | Top 7    | Top 7    | Top 7    | Top 7    | Top 7    | Top 7    | Top 7    | Top 7    | Top 7    | Top 7    | Top 7    | Top 7    | Top 7    | Top 7    | Top 7    | Top 7    | Top 7    | Top 7    | Top 7    | Top 7    | Top 7    | Top 7    | Top 7    | Top 7    | Top 7    | Top 7    | Top 7    | Top 7    | Top 7    | Top 7    | Top 7    | Top 7    | Top 7    | Top 7    | Top 7    | Top 7    | Top 7    | Top 7    | Top 7    | Top 7    | Top 7    | Top 7    | Top 7    | Top 7    | Top 7    | Mariah Carey         | Mariah Carey         | Mariah Carey         | Mariah Carey         | Mariah Carey         | Mariah Carey         | Mariah Carey         | Mariah Carey         | Mariah Carey         | Mariah Carey         | Mariah Carey         | Mariah Carey         | Mariah Carey         | Mariah Carey         | Mariah Carey         | Mariah Carey         | Mariah Carey         | Mariah Carey         | Mariah Carey         | Mariah Carey         | Mariah Carey         | Mariah Carey         | Mariah Carey         | Mariah Carey         | Mariah Carey         | Mariah Carey         | Mariah Carey         | Mariah Carey         | Mariah Carey         | Mariah Carey         | Mariah Carey         | Mariah Carey         | Mariah Carey         | Mariah Carey         | Mariah Carey         | Mariah Carey         | Mariah Carey         | Mariah Carey         | Mariah Carey         | Mariah Carey         | Mariah Carey         | Mariah Carey         | Mariah Carey         | Mariah Carey         | Mariah Carey         | Mariah Carey         | Mariah Carey         | Mariah Carey         | Mariah Carey         | Mariah Carey         | Mariah Carey         | Mariah Carey         | Mariah Carey         | Mariah Carey         | Mariah Carey         | Mariah Carey         | Mariah Carey         | Mariah Carey         | Mariah Carey         | Mariah Carey         | Mariah Carey         | Mariah Carey         | Mariah Carey         | Mariah Carey         | Mariah Carey         | Mariah Carey         | Mariah Carey         | Mariah Carey         | Mariah Carey         | Mariah Carey         | Mariah Carey         | Mariah Carey         | Mariah Carey         | Mariah Carey         | Mariah Carey         | Mariah Carey         | Mariah Carey         | Mariah Carey         | Mariah Carey         | Mariah Carey         | Mariah Carey         | Mariah Carey         | Mariah Carey         | Mariah Carey         | Mariah Carey         | Mariah Carey         | Mariah Carey         | Mariah Carey         | Mariah Carey         | Mariah Carey         | Mariah Carey         | Mariah Carey         | Mariah Carey         | Mariah Carey         | Mariah Carey         | Mariah Carey         | Mariah Carey         | Mariah Carey         | Mariah Carey         | Mariah Carey         | "I Don't Wanna Cry"                         | "I Don't Wanna Cry"                         | "I Don't Wanna Cry"                         | "I Don't Wanna Cry"                         | "I Don't Wanna Cry"                         | "I Don't Wanna Cry"                         | "I Don't Wanna Cry"                         | "I Don't Wanna Cry"                         | "I Don't Wanna Cry"                         | "I Don't Wanna Cry"                         | "I Don't Wanna Cry"                         | "I Don't Wanna Cry"                         | "I Don't Wanna Cry"                         | "I Don't Wanna Cry"                         | "I Don't Wanna Cry"                         | "I Don't Wanna Cry"                         | "I Don't Wanna Cry"                         | "I Don't Wanna Cry"                         | "I Don't Wanna Cry"                         | "I Don't Wanna Cry"                         | "I Don't Wanna Cry"                         | "I Don't Wanna Cry"                         | "I Don't Wanna Cry"                         | "I Don't Wanna Cry"                         | "I Don't Wanna Cry"                         | "I Don't Wanna Cry"                         | "I Don't Wanna Cry"                         | "I Don't Wanna Cry"                         | "I Don't Wanna Cry"                         | "I Don't Wanna Cry"                         | "I Don't Wanna Cry"                         | "I Don't Wanna Cry"                         | "I Don't Wanna Cry"                         | "I Don't Wanna Cry"                         | "I Don't Wanna Cry"                         | "I Don't Wanna Cry"                         | "I Don't Wanna Cry"                         | "I Don't Wanna Cry"                         | "I Don't Wanna Cry"                         | "I Don't Wanna Cry"                         | "I Don't Wanna Cry"                         | "I Don't Wanna Cry"                         | "I Don't Wanna Cry"                         | "I Don't Wanna Cry"                         | "I Don't Wanna Cry"                         | "I Don't Wanna Cry"                         | "I Don't Wanna Cry"                         | "I Don't Wanna Cry"                         | "I Don't Wanna Cry"                         | "I Don't Wanna Cry"                         | "I Don't Wanna Cry"                         | "I Don't Wanna Cry"                         | "I Don't Wanna Cry"                         | "I Don't Wanna Cry"                         | "I Don't Wanna Cry"                         | "I Don't Wanna Cry"                         | "I Don't Wanna Cry"                         | "I Don't Wanna Cry"                         | "I Don't Wanna Cry"                         | "I Don't Wanna Cry"                         | "I Don't Wanna Cry"                         | "I Don't Wanna Cry"                         | "I Don't Wanna Cry"                         | "I Don't Wanna Cry"                         | "I Don't Wanna Cry"                         | "I Don't Wanna Cry"                         | "I Don't Wanna Cry"                         | "I Don't Wanna Cry"                         | "I Don't Wanna Cry"                         | "I Don't Wanna Cry"                         | "I Don't Wanna Cry"                         | "I Don't Wanna Cry"                         | "I Don't Wanna Cry"                         | "I Don't Wanna Cry"                         | "I Don't Wanna Cry"                         | "I Don't Wanna Cry"                         | "I Don't Wanna Cry"                         | "I Don't Wanna Cry"                         | "I Don't Wanna Cry"                         | "I Don't Wanna Cry"                         | "I Don't Wanna Cry"                         | "I Don't Wanna Cry"                         | "I Don't Wanna Cry"                         | "I Don't Wanna Cry"                         | "I Don't Wanna Cry"                         | "I Don't Wanna Cry"                         | "I Don't Wanna Cry"                         | "I Don't Wanna Cry"                         | "I Don't Wanna Cry"                         | "I Don't Wanna Cry"                         | "I Don't Wanna Cry"                         | "I Don't Wanna Cry"                         | "I Don't Wanna Cry"                         | "I Don't Wanna Cry"                         | "I Don't Wanna Cry"                         | "I Don't Wanna Cry"                         | "I Don't Wanna Cry"                         | "I Don't Wanna Cry"                         | "I Don't Wanna Cry"                         | "I Don't Wanna Cry"                         | Mariah Carey          | Mariah Carey          | Mariah Carey          | Mariah Carey          | Mariah Carey          | Mariah Carey          | Mariah Carey          | Mariah Carey          | Mariah Carey          | Mariah Carey          | Mariah Carey          | Mariah Carey          | Mariah Carey          | Mariah Carey          | Mariah Carey          | Mariah Carey          | Mariah Carey          | Mariah Carey          | Mariah Carey          | Mariah Carey          | Mariah Carey          | Mariah Carey          | Mariah Carey          | Mariah Carey          | Mariah Carey          | Mariah Carey          | Mariah Carey          | Mariah Carey          | Mariah Carey          | Mariah Carey          | Mariah Carey          | Mariah Carey          | Mariah Carey          | Mariah Carey          | Mariah Carey          | Mariah Carey          | Mariah Carey          | Mariah Carey          | Mariah Carey          | Mariah Carey          | Mariah Carey          | Mariah Carey          | Mariah Carey          | Mariah Carey          | Mariah Carey          | Mariah Carey          | Mariah Carey          | Mariah Carey          | Mariah Carey          | Mariah Carey          | Mariah Carey          | Mariah Carey          | Mariah Carey          | Mariah Carey          | Mariah Carey          | Mariah Carey          | Mariah Carey          | Mariah Carey          | Mariah Carey          | Mariah Carey          | Mariah Carey          | Mariah Carey          | Mariah Carey          | Mariah Carey          | Mariah Carey          | Mariah Carey          | Mariah Carey          | Mariah Carey          | Mariah Carey          | Mariah Carey          | Mariah Carey          | Mariah Carey          | Mariah Carey          | Mariah Carey          | Mariah Carey          | Mariah Carey          | Mariah Carey          | Mariah Carey          | Mariah Carey          | Mariah Carey          | Mariah Carey          | Mariah Carey          | Mariah Carey          | Mariah Carey          | Mariah Carey          | Mariah Carey          | Mariah Carey          | Mariah Carey          | Mariah Carey          | Mariah Carey          | Mariah Carey          | Mariah Carey          | Mariah Carey          | Mariah Carey          | Mariah Carey          | Mariah Carey          | Mariah Carey          | Mariah Carey          | Mariah Carey          | Mariah Carey          | A salvo   | A salvo   | A salvo   | A salvo   | A salvo   | A salvo   | A salvo   | A salvo   | A salvo   | A salvo   | A salvo   | A salvo   | A salvo   | A salvo   | A salvo   | A salvo   | A salvo   | A salvo   | A salvo   | A salvo   | A salvo   | A salvo   | A salvo   | A salvo   | A salvo   | A salvo   | A salvo   | A salvo   | A salvo   | A salvo   | A salvo   | A salvo   | A salvo   | A salvo   | A salvo   | A salvo   | A salvo   | A salvo   | A salvo   | A salvo   | A salvo   | A salvo   | A salvo   | A salvo   | A salvo   | A salvo   | A salvo   | A salvo   | A salvo   | A salvo   | A salvo   | A salvo   | A salvo   | A salvo   | A salvo   | A salvo   | A salvo   | A salvo   | A salvo   | A salvo   | A salvo   | A salvo   | A salvo   | A salvo   | A salvo   | A salvo   | A salvo   | A salvo   | A salvo   | A salvo   | A salvo   | A salvo   | A salvo   | A salvo   | A salvo   | A salvo   | A salvo   | A salvo   | A salvo   | A salvo   | A salvo   | A salvo   | A salvo   | A salvo   | A salvo   | A salvo   | A salvo   | A salvo   | A salvo   | A salvo   | A salvo   | A salvo   | A salvo   | A salvo   | A salvo   | A salvo   | A salvo   | A salvo   | A salvo   | A salvo   |
| Top 6    | Top 6    | Top 6    | Top 6    | Top 6    | Top 6    | Top 6    | Top 6    | Top 6    | Top 6    | Top 6    | Top 6    | Top 6    | Top 6    | Top 6    | Top 6    | Top 6    | Top 6    | Top 6    | Top 6    | Top 6    | Top 6    | Top 6    | Top 6    | Top 6    | Top 6    | Top 6    | Top 6    | Top 6    | Top 6    | Top 6    | Top 6    | Top 6    | Top 6    | Top 6    | Top 6    | Top 6    | Top 6    | Top 6    | Top 6    | Top 6    | Top 6    | Top 6    | Top 6    | Top 6    | Top 6    | Top 6    | Top 6    | Top 6    | Top 6    | Top 6    | Top 6    | Top 6    | Top 6    | Top 6    | Top 6    | Top 6    | Top 6    | Top 6    | Top 6    | Top 6    | Top 6    | Top 6    | Top 6    | Top 6    | Top 6    | Top 6    | Top 6    | Top 6    | Top 6    | Top 6    | Top 6    | Top 6    | Top 6    | Top 6    | Top 6    | Top 6    | Top 6    | Top 6    | Top 6    | Top 6    | Top 6    | Top 6    | Top 6    | Top 6    | Top 6    | Top 6    | Top 6    | Top 6    | Top 6    | Top 6    | Top 6    | Top 6    | Top 6    | Top 6    | Top 6    | Top 6    | Top 6    | Top 6    | Top 6    | Andrew Lloyd Webber  | Andrew Lloyd Webber  | Andrew Lloyd Webber  | Andrew Lloyd Webber  | Andrew Lloyd Webber  | Andrew Lloyd Webber  | Andrew Lloyd Webber  | Andrew Lloyd Webber  | Andrew Lloyd Webber  | Andrew Lloyd Webber  | Andrew Lloyd Webber  | Andrew Lloyd Webber  | Andrew Lloyd Webber  | Andrew Lloyd Webber  | Andrew Lloyd Webber  | Andrew Lloyd Webber  | Andrew Lloyd Webber  | Andrew Lloyd Webber  | Andrew Lloyd Webber  | Andrew Lloyd Webber  | Andrew Lloyd Webber  | Andrew Lloyd Webber  | Andrew Lloyd Webber  | Andrew Lloyd Webber  | Andrew Lloyd Webber  | Andrew Lloyd Webber  | Andrew Lloyd Webber  | Andrew Lloyd Webber  | Andrew Lloyd Webber  | Andrew Lloyd Webber  | Andrew Lloyd Webber  | Andrew Lloyd Webber  | Andrew Lloyd Webber  | Andrew Lloyd Webber  | Andrew Lloyd Webber  | Andrew Lloyd Webber  | Andrew Lloyd Webber  | Andrew Lloyd Webber  | Andrew Lloyd Webber  | Andrew Lloyd Webber  | Andrew Lloyd Webber  | Andrew Lloyd Webber  | Andrew Lloyd Webber  | Andrew Lloyd Webber  | Andrew Lloyd Webber  | Andrew Lloyd Webber  | Andrew Lloyd Webber  | Andrew Lloyd Webber  | Andrew Lloyd Webber  | Andrew Lloyd Webber  | Andrew Lloyd Webber  | Andrew Lloyd Webber  | Andrew Lloyd Webber  | Andrew Lloyd Webber  | Andrew Lloyd Webber  | Andrew Lloyd Webber  | Andrew Lloyd Webber  | Andrew Lloyd Webber  | Andrew Lloyd Webber  | Andrew Lloyd Webber  | Andrew Lloyd Webber  | Andrew Lloyd Webber  | Andrew Lloyd Webber  | Andrew Lloyd Webber  | Andrew Lloyd Webber  | Andrew Lloyd Webber  | Andrew Lloyd Webber  | Andrew Lloyd Webber  | Andrew Lloyd Webber  | Andrew Lloyd Webber  | Andrew Lloyd Webber  | Andrew Lloyd Webber  | Andrew Lloyd Webber  | Andrew Lloyd Webber  | Andrew Lloyd Webber  | Andrew Lloyd Webber  | Andrew Lloyd Webber  | Andrew Lloyd Webber  | Andrew Lloyd Webber  | Andrew Lloyd Webber  | Andrew Lloyd Webber  | Andrew Lloyd Webber  | Andrew Lloyd Webber  | Andrew Lloyd Webber  | Andrew Lloyd Webber  | Andrew Lloyd Webber  | Andrew Lloyd Webber  | Andrew Lloyd Webber  | Andrew Lloyd Webber  | Andrew Lloyd Webber  | Andrew Lloyd Webber  | Andrew Lloyd Webber  | Andrew Lloyd Webber  | Andrew Lloyd Webber  | Andrew Lloyd Webber  | Andrew Lloyd Webber  | Andrew Lloyd Webber  | Andrew Lloyd Webber  | Andrew Lloyd Webber  | Andrew Lloyd Webber  | "Memory"                                    | "Memory"                                    | "Memory"                                    | "Memory"                                    | "Memory"                                    | "Memory"                                    | "Memory"                                    | "Memory"                                    | "Memory"                                    | "Memory"                                    | "Memory"                                    | "Memory"                                    | "Memory"                                    | "Memory"                                    | "Memory"                                    | "Memory"                                    | "Memory"                                    | "Memory"                                    | "Memory"                                    | "Memory"                                    | "Memory"                                    | "Memory"                                    | "Memory"                                    | "Memory"                                    | "Memory"                                    | "Memory"                                    | "Memory"                                    | "Memory"                                    | "Memory"                                    | "Memory"                                    | "Memory"                                    | "Memory"                                    | "Memory"                                    | "Memory"                                    | "Memory"                                    | "Memory"                                    | "Memory"                                    | "Memory"                                    | "Memory"                                    | "Memory"                                    | "Memory"                                    | "Memory"                                    | "Memory"                                    | "Memory"                                    | "Memory"                                    | "Memory"                                    | "Memory"                                    | "Memory"                                    | "Memory"                                    | "Memory"                                    | "Memory"                                    | "Memory"                                    | "Memory"                                    | "Memory"                                    | "Memory"                                    | "Memory"                                    | "Memory"                                    | "Memory"                                    | "Memory"                                    | "Memory"                                    | "Memory"                                    | "Memory"                                    | "Memory"                                    | "Memory"                                    | "Memory"                                    | "Memory"                                    | "Memory"                                    | "Memory"                                    | "Memory"                                    | "Memory"                                    | "Memory"                                    | "Memory"                                    | "Memory"                                    | "Memory"                                    | "Memory"                                    | "Memory"                                    | "Memory"                                    | "Memory"                                    | "Memory"                                    | "Memory"                                    | "Memory"                                    | "Memory"                                    | "Memory"                                    | "Memory"                                    | "Memory"                                    | "Memory"                                    | "Memory"                                    | "Memory"                                    | "Memory"                                    | "Memory"                                    | "Memory"                                    | "Memory"                                    | "Memory"                                    | "Memory"                                    | "Memory"                                    | "Memory"                                    | "Memory"                                    | "Memory"                                    | "Memory"                                    | "Memory"                                    | Cats                  | Cats                  | Cats                  | Cats                  | Cats                  | Cats                  | Cats                  | Cats                  | Cats                  | Cats                  | Cats                  | Cats                  | Cats                  | Cats                  | Cats                  | Cats                  | Cats                  | Cats                  | Cats                  | Cats                  | Cats                  | Cats                  | Cats                  | Cats                  | Cats                  | Cats                  | Cats                  | Cats                  | Cats                  | Cats                  | Cats                  | Cats                  | Cats                  | Cats                  | Cats                  | Cats                  | Cats                  | Cats                  | Cats                  | Cats                  | Cats                  | Cats                  | Cats                  | Cats                  | Cats                  | Cats                  | Cats                  | Cats                  | Cats                  | Cats                  | Cats                  | Cats                  | Cats                  | Cats                  | Cats                  | Cats                  | Cats                  | Cats                  | Cats                  | Cats                  | Cats                  | Cats                  | Cats                  | Cats                  | Cats                  | Cats                  | Cats                  | Cats                  | Cats                  | Cats                  | Cats                  | Cats                  | Cats                  | Cats                  | Cats                  | Cats                  | Cats                  | Cats                  | Cats                  | Cats                  | Cats                  | Cats                  | Cats                  | Cats                  | Cats                  | Cats                  | Cats                  | Cats                  | Cats                  | Cats                  | Cats                  | Cats                  | Cats                  | Cats                  | Cats                  | Cats                  | Cats                  | Cats                  | Cats                  | Cats                  | A salvo   | A salvo   | A salvo   | A salvo   | A salvo   | A salvo   | A salvo   | A salvo   | A salvo   | A salvo   | A salvo   | A salvo   | A salvo   | A salvo   | A salvo   | A salvo   | A salvo   | A salvo   | A salvo   | A salvo   | A salvo   | A salvo   | A salvo   | A salvo   | A salvo   | A salvo   | A salvo   | A salvo   | A salvo   | A salvo   | A salvo   | A salvo   | A salvo   | A salvo   | A salvo   | A salvo   | A salvo   | A salvo   | A salvo   | A salvo   | A salvo   | A salvo   | A salvo   | A salvo   | A salvo   | A salvo   | A salvo   | A salvo   | A salvo   | A salvo   | A salvo   | A salvo   | A salvo   | A salvo   | A salvo   | A salvo   | A salvo   | A salvo   | A salvo   | A salvo   | A salvo   | A salvo   | A salvo   | A salvo   | A salvo   | A salvo   | A salvo   | A salvo   | A salvo   | A salvo   | A salvo   | A salvo   | A salvo   | A salvo   | A salvo   | A salvo   | A salvo   | A salvo   | A salvo   | A salvo   | A salvo   | A salvo   | A salvo   | A salvo   | A salvo   | A salvo   | A salvo   | A salvo   | A salvo   | A salvo   | A salvo   | A salvo   | A salvo   | A salvo   | A salvo   | A salvo   | A salvo   | A salvo   | A salvo   | A salvo   |
| Top 5    | Top 5    | Top 5    | Top 5    | Top 5    | Top 5    | Top 5    | Top 5    | Top 5    | Top 5    | Top 5    | Top 5    | Top 5    | Top 5    | Top 5    | Top 5    | Top 5    | Top 5    | Top 5    | Top 5    | Top 5    | Top 5    | Top 5    | Top 5    | Top 5    | Top 5    | Top 5    | Top 5    | Top 5    | Top 5    | Top 5    | Top 5    | Top 5    | Top 5    | Top 5    | Top 5    | Top 5    | Top 5    | Top 5    | Top 5    | Top 5    | Top 5    | Top 5    | Top 5    | Top 5    | Top 5    | Top 5    | Top 5    | Top 5    | Top 5    | Top 5    | Top 5    | Top 5    | Top 5    | Top 5    | Top 5    | Top 5    | Top 5    | Top 5    | Top 5    | Top 5    | Top 5    | Top 5    | Top 5    | Top 5    | Top 5    | Top 5    | Top 5    | Top 5    | Top 5    | Top 5    | Top 5    | Top 5    | Top 5    | Top 5    | Top 5    | Top 5    | Top 5    | Top 5    | Top 5    | Top 5    | Top 5    | Top 5    | Top 5    | Top 5    | Top 5    | Top 5    | Top 5    | Top 5    | Top 5    | Top 5    | Top 5    | Top 5    | Top 5    | Top 5    | Top 5    | Top 5    | Top 5    | Top 5    | Top 5    | Neil Diamond         | Neil Diamond         | Neil Diamond         | Neil Diamond         | Neil Diamond         | Neil Diamond         | Neil Diamond         | Neil Diamond         | Neil Diamond         | Neil Diamond         | Neil Diamond         | Neil Diamond         | Neil Diamond         | Neil Diamond         | Neil Diamond         | Neil Diamond         | Neil Diamond         | Neil Diamond         | Neil Diamond         | Neil Diamond         | Neil Diamond         | Neil Diamond         | Neil Diamond         | Neil Diamond         | Neil Diamond         | Neil Diamond         | Neil Diamond         | Neil Diamond         | Neil Diamond         | Neil Diamond         | Neil Diamond         | Neil Diamond         | Neil Diamond         | Neil Diamond         | Neil Diamond         | Neil Diamond         | Neil Diamond         | Neil Diamond         | Neil Diamond         | Neil Diamond         | Neil Diamond         | Neil Diamond         | Neil Diamond         | Neil Diamond         | Neil Diamond         | Neil Diamond         | Neil Diamond         | Neil Diamond         | Neil Diamond         | Neil Diamond         | Neil Diamond         | Neil Diamond         | Neil Diamond         | Neil Diamond         | Neil Diamond         | Neil Diamond         | Neil Diamond         | Neil Diamond         | Neil Diamond         | Neil Diamond         | Neil Diamond         | Neil Diamond         | Neil Diamond         | Neil Diamond         | Neil Diamond         | Neil Diamond         | Neil Diamond         | Neil Diamond         | Neil Diamond         | Neil Diamond         | Neil Diamond         | Neil Diamond         | Neil Diamond         | Neil Diamond         | Neil Diamond         | Neil Diamond         | Neil Diamond         | Neil Diamond         | Neil Diamond         | Neil Diamond         | Neil Diamond         | Neil Diamond         | Neil Diamond         | Neil Diamond         | Neil Diamond         | Neil Diamond         | Neil Diamond         | Neil Diamond         | Neil Diamond         | Neil Diamond         | Neil Diamond         | Neil Diamond         | Neil Diamond         | Neil Diamond         | Neil Diamond         | Neil Diamond         | Neil Diamond         | Neil Diamond         | Neil Diamond         | Neil Diamond         | "Forever in Blue Jeans" September Morn"     | "Forever in Blue Jeans" September Morn"     | "Forever in Blue Jeans" September Morn"     | "Forever in Blue Jeans" September Morn"     | "Forever in Blue Jeans" September Morn"     | "Forever in Blue Jeans" September Morn"     | "Forever in Blue Jeans" September Morn"     | "Forever in Blue Jeans" September Morn"     | "Forever in Blue Jeans" September Morn"     | "Forever in Blue Jeans" September Morn"     | "Forever in Blue Jeans" September Morn"     | "Forever in Blue Jeans" September Morn"     | "Forever in Blue Jeans" September Morn"     | "Forever in Blue Jeans" September Morn"     | "Forever in Blue Jeans" September Morn"     | "Forever in Blue Jeans" September Morn"     | "Forever in Blue Jeans" September Morn"     | "Forever in Blue Jeans" September Morn"     | "Forever in Blue Jeans" September Morn"     | "Forever in Blue Jeans" September Morn"     | "Forever in Blue Jeans" September Morn"     | "Forever in Blue Jeans" September Morn"     | "Forever in Blue Jeans" September Morn"     | "Forever in Blue Jeans" September Morn"     | "Forever in Blue Jeans" September Morn"     | "Forever in Blue Jeans" September Morn"     | "Forever in Blue Jeans" September Morn"     | "Forever in Blue Jeans" September Morn"     | "Forever in Blue Jeans" September Morn"     | "Forever in Blue Jeans" September Morn"     | "Forever in Blue Jeans" September Morn"     | "Forever in Blue Jeans" September Morn"     | "Forever in Blue Jeans" September Morn"     | "Forever in Blue Jeans" September Morn"     | "Forever in Blue Jeans" September Morn"     | "Forever in Blue Jeans" September Morn"     | "Forever in Blue Jeans" September Morn"     | "Forever in Blue Jeans" September Morn"     | "Forever in Blue Jeans" September Morn"     | "Forever in Blue Jeans" September Morn"     | "Forever in Blue Jeans" September Morn"     | "Forever in Blue Jeans" September Morn"     | "Forever in Blue Jeans" September Morn"     | "Forever in Blue Jeans" September Morn"     | "Forever in Blue Jeans" September Morn"     | "Forever in Blue Jeans" September Morn"     | "Forever in Blue Jeans" September Morn"     | "Forever in Blue Jeans" September Morn"     | "Forever in Blue Jeans" September Morn"     | "Forever in Blue Jeans" September Morn"     | "Forever in Blue Jeans" September Morn"     | "Forever in Blue Jeans" September Morn"     | "Forever in Blue Jeans" September Morn"     | "Forever in Blue Jeans" September Morn"     | "Forever in Blue Jeans" September Morn"     | "Forever in Blue Jeans" September Morn"     | "Forever in Blue Jeans" September Morn"     | "Forever in Blue Jeans" September Morn"     | "Forever in Blue Jeans" September Morn"     | "Forever in Blue Jeans" September Morn"     | "Forever in Blue Jeans" September Morn"     | "Forever in Blue Jeans" September Morn"     | "Forever in Blue Jeans" September Morn"     | "Forever in Blue Jeans" September Morn"     | "Forever in Blue Jeans" September Morn"     | "Forever in Blue Jeans" September Morn"     | "Forever in Blue Jeans" September Morn"     | "Forever in Blue Jeans" September Morn"     | "Forever in Blue Jeans" September Morn"     | "Forever in Blue Jeans" September Morn"     | "Forever in Blue Jeans" September Morn"     | "Forever in Blue Jeans" September Morn"     | "Forever in Blue Jeans" September Morn"     | "Forever in Blue Jeans" September Morn"     | "Forever in Blue Jeans" September Morn"     | "Forever in Blue Jeans" September Morn"     | "Forever in Blue Jeans" September Morn"     | "Forever in Blue Jeans" September Morn"     | "Forever in Blue Jeans" September Morn"     | "Forever in Blue Jeans" September Morn"     | "Forever in Blue Jeans" September Morn"     | "Forever in Blue Jeans" September Morn"     | "Forever in Blue Jeans" September Morn"     | "Forever in Blue Jeans" September Morn"     | "Forever in Blue Jeans" September Morn"     | "Forever in Blue Jeans" September Morn"     | "Forever in Blue Jeans" September Morn"     | "Forever in Blue Jeans" September Morn"     | "Forever in Blue Jeans" September Morn"     | "Forever in Blue Jeans" September Morn"     | "Forever in Blue Jeans" September Morn"     | "Forever in Blue Jeans" September Morn"     | "Forever in Blue Jeans" September Morn"     | "Forever in Blue Jeans" September Morn"     | "Forever in Blue Jeans" September Morn"     | "Forever in Blue Jeans" September Morn"     | "Forever in Blue Jeans" September Morn"     | "Forever in Blue Jeans" September Morn"     | "Forever in Blue Jeans" September Morn"     | "Forever in Blue Jeans" September Morn"     | Neil Diamond          | Neil Diamond          | Neil Diamond          | Neil Diamond          | Neil Diamond          | Neil Diamond          | Neil Diamond          | Neil Diamond          | Neil Diamond          | Neil Diamond          | Neil Diamond          | Neil Diamond          | Neil Diamond          | Neil Diamond          | Neil Diamond          | Neil Diamond          | Neil Diamond          | Neil Diamond          | Neil Diamond          | Neil Diamond          | Neil Diamond          | Neil Diamond          | Neil Diamond          | Neil Diamond          | Neil Diamond          | Neil Diamond          | Neil Diamond          | Neil Diamond          | Neil Diamond          | Neil Diamond          | Neil Diamond          | Neil Diamond          | Neil Diamond          | Neil Diamond          | Neil Diamond          | Neil Diamond          | Neil Diamond          | Neil Diamond          | Neil Diamond          | Neil Diamond          | Neil Diamond          | Neil Diamond          | Neil Diamond          | Neil Diamond          | Neil Diamond          | Neil Diamond          | Neil Diamond          | Neil Diamond          | Neil Diamond          | Neil Diamond          | Neil Diamond          | Neil Diamond          | Neil Diamond          | Neil Diamond          | Neil Diamond          | Neil Diamond          | Neil Diamond          | Neil Diamond          | Neil Diamond          | Neil Diamond          | Neil Diamond          | Neil Diamond          | Neil Diamond          | Neil Diamond          | Neil Diamond          | Neil Diamond          | Neil Diamond          | Neil Diamond          | Neil Diamond          | Neil Diamond          | Neil Diamond          | Neil Diamond          | Neil Diamond          | Neil Diamond          | Neil Diamond          | Neil Diamond          | Neil Diamond          | Neil Diamond          | Neil Diamond          | Neil Diamond          | Neil Diamond          | Neil Diamond          | Neil Diamond          | Neil Diamond          | Neil Diamond          | Neil Diamond          | Neil Diamond          | Neil Diamond          | Neil Diamond          | Neil Diamond          | Neil Diamond          | Neil Diamond          | Neil Diamond          | Neil Diamond          | Neil Diamond          | Neil Diamond          | Neil Diamond          | Neil Diamond          | Neil Diamond          | Neil Diamond          | A salvo   | A salvo   | A salvo   | A salvo   | A salvo   | A salvo   | A salvo   | A salvo   | A salvo   | A salvo   | A salvo   | A salvo   | A salvo   | A salvo   | A salvo   | A salvo   | A salvo   | A salvo   | A salvo   | A salvo   | A salvo   | A salvo   | A salvo   | A salvo   | A salvo   | A salvo   | A salvo   | A salvo   | A salvo   | A salvo   | A salvo   | A salvo   | A salvo   | A salvo   | A salvo   | A salvo   | A salvo   | A salvo   | A salvo   | A salvo   | A salvo   | A salvo   | A salvo   | A salvo   | A salvo   | A salvo   | A salvo   | A salvo   | A salvo   | A salvo   | A salvo   | A salvo   | A salvo   | A salvo   | A salvo   | A salvo   | A salvo   | A salvo   | A salvo   | A salvo   | A salvo   | A salvo   | A salvo   | A salvo   | A salvo   | A salvo   | A salvo   | A salvo   | A salvo   | A salvo   | A salvo   | A salvo   | A salvo   | A salvo   | A salvo   | A salvo   | A salvo   | A salvo   | A salvo   | A salvo   | A salvo   | A salvo   | A salvo   | A salvo   | A salvo   | A salvo   | A salvo   | A salvo   | A salvo   | A salvo   | A salvo   | A salvo   | A salvo   | A salvo   | A salvo   | A salvo   | A salvo   | A salvo   | A salvo   | A salvo   |
| Top 4    | Top 4    | Top 4    | Top 4    | Top 4    | Top 4    | Top 4    | Top 4    | Top 4    | Top 4    | Top 4    | Top 4    | Top 4    | Top 4    | Top 4    | Top 4    | Top 4    | Top 4    | Top 4    | Top 4    | Top 4    | Top 4    | Top 4    | Top 4    | Top 4    | Top 4    | Top 4    | Top 4    | Top 4    | Top 4    | Top 4    | Top 4    | Top 4    | Top 4    | Top 4    | Top 4    | Top 4    | Top 4    | Top 4    | Top 4    | Top 4    | Top 4    | Top 4    | Top 4    | Top 4    | Top 4    | Top 4    | Top 4    | Top 4    | Top 4    | Top 4    | Top 4    | Top 4    | Top 4    | Top 4    | Top 4    | Top 4    | Top 4    | Top 4    | Top 4    | Top 4    | Top 4    | Top 4    | Top 4    | Top 4    | Top 4    | Top 4    | Top 4    | Top 4    | Top 4    | Top 4    | Top 4    | Top 4    | Top 4    | Top 4    | Top 4    | Top 4    | Top 4    | Top 4    | Top 4    | Top 4    | Top 4    | Top 4    | Top 4    | Top 4    | Top 4    | Top 4    | Top 4    | Top 4    | Top 4    | Top 4    | Top 4    | Top 4    | Top 4    | Top 4    | Top 4    | Top 4    | Top 4    | Top 4    | Top 4    | Rock n' Roll         | Rock n' Roll         | Rock n' Roll         | Rock n' Roll         | Rock n' Roll         | Rock n' Roll         | Rock n' Roll         | Rock n' Roll         | Rock n' Roll         | Rock n' Roll         | Rock n' Roll         | Rock n' Roll         | Rock n' Roll         | Rock n' Roll         | Rock n' Roll         | Rock n' Roll         | Rock n' Roll         | Rock n' Roll         | Rock n' Roll         | Rock n' Roll         | Rock n' Roll         | Rock n' Roll         | Rock n' Roll         | Rock n' Roll         | Rock n' Roll         | Rock n' Roll         | Rock n' Roll         | Rock n' Roll         | Rock n' Roll         | Rock n' Roll         | Rock n' Roll         | Rock n' Roll         | Rock n' Roll         | Rock n' Roll         | Rock n' Roll         | Rock n' Roll         | Rock n' Roll         | Rock n' Roll         | Rock n' Roll         | Rock n' Roll         | Rock n' Roll         | Rock n' Roll         | Rock n' Roll         | Rock n' Roll         | Rock n' Roll         | Rock n' Roll         | Rock n' Roll         | Rock n' Roll         | Rock n' Roll         | Rock n' Roll         | Rock n' Roll         | Rock n' Roll         | Rock n' Roll         | Rock n' Roll         | Rock n' Roll         | Rock n' Roll         | Rock n' Roll         | Rock n' Roll         | Rock n' Roll         | Rock n' Roll         | Rock n' Roll         | Rock n' Roll         | Rock n' Roll         | Rock n' Roll         | Rock n' Roll         | Rock n' Roll         | Rock n' Roll         | Rock n' Roll         | Rock n' Roll         | Rock n' Roll         | Rock n' Roll         | Rock n' Roll         | Rock n' Roll         | Rock n' Roll         | Rock n' Roll         | Rock n' Roll         | Rock n' Roll         | Rock n' Roll         | Rock n' Roll         | Rock n' Roll         | Rock n' Roll         | Rock n' Roll         | Rock n' Roll         | Rock n' Roll         | Rock n' Roll         | Rock n' Roll         | Rock n' Roll         | Rock n' Roll         | Rock n' Roll         | Rock n' Roll         | Rock n' Roll         | Rock n' Roll         | Rock n' Roll         | Rock n' Roll         | Rock n' Roll         | Rock n' Roll         | Rock n' Roll         | Rock n' Roll         | Rock n' Roll         | Rock n' Roll         | ""Mr. Tambourine Man"" I Shot the Sheriff"" | ""Mr. Tambourine Man"" I Shot the Sheriff"" | ""Mr. Tambourine Man"" I Shot the Sheriff"" | ""Mr. Tambourine Man"" I Shot the Sheriff"" | ""Mr. Tambourine Man"" I Shot the Sheriff"" | ""Mr. Tambourine Man"" I Shot the Sheriff"" | ""Mr. Tambourine Man"" I Shot the Sheriff"" | ""Mr. Tambourine Man"" I Shot the Sheriff"" | ""Mr. Tambourine Man"" I Shot the Sheriff"" | ""Mr. Tambourine Man"" I Shot the Sheriff"" | ""Mr. Tambourine Man"" I Shot the Sheriff"" | ""Mr. Tambourine Man"" I Shot the Sheriff"" | ""Mr. Tambourine Man"" I Shot the Sheriff"" | ""Mr. Tambourine Man"" I Shot the Sheriff"" | ""Mr. Tambourine Man"" I Shot the Sheriff"" | ""Mr. Tambourine Man"" I Shot the Sheriff"" | ""Mr. Tambourine Man"" I Shot the Sheriff"" | ""Mr. Tambourine Man"" I Shot the Sheriff"" | ""Mr. Tambourine Man"" I Shot the Sheriff"" | ""Mr. Tambourine Man"" I Shot the Sheriff"" | ""Mr. Tambourine Man"" I Shot the Sheriff"" | ""Mr. Tambourine Man"" I Shot the Sheriff"" | ""Mr. Tambourine Man"" I Shot the Sheriff"" | ""Mr. Tambourine Man"" I Shot the Sheriff"" | ""Mr. Tambourine Man"" I Shot the Sheriff"" | ""Mr. Tambourine Man"" I Shot the Sheriff"" | ""Mr. Tambourine Man"" I Shot the Sheriff"" | ""Mr. Tambourine Man"" I Shot the Sheriff"" | ""Mr. Tambourine Man"" I Shot the Sheriff"" | ""Mr. Tambourine Man"" I Shot the Sheriff"" | ""Mr. Tambourine Man"" I Shot the Sheriff"" | ""Mr. Tambourine Man"" I Shot the Sheriff"" | ""Mr. Tambourine Man"" I Shot the Sheriff"" | ""Mr. Tambourine Man"" I Shot the Sheriff"" | ""Mr. Tambourine Man"" I Shot the Sheriff"" | ""Mr. Tambourine Man"" I Shot the Sheriff"" | ""Mr. Tambourine Man"" I Shot the Sheriff"" | ""Mr. Tambourine Man"" I Shot the Sheriff"" | ""Mr. Tambourine Man"" I Shot the Sheriff"" | ""Mr. Tambourine Man"" I Shot the Sheriff"" | ""Mr. Tambourine Man"" I Shot the Sheriff"" | ""Mr. Tambourine Man"" I Shot the Sheriff"" | ""Mr. Tambourine Man"" I Shot the Sheriff"" | ""Mr. Tambourine Man"" I Shot the Sheriff"" | ""Mr. Tambourine Man"" I Shot the Sheriff"" | ""Mr. Tambourine Man"" I Shot the Sheriff"" | ""Mr. Tambourine Man"" I Shot the Sheriff"" | ""Mr. Tambourine Man"" I Shot the Sheriff"" | ""Mr. Tambourine Man"" I Shot the Sheriff"" | ""Mr. Tambourine Man"" I Shot the Sheriff"" | ""Mr. Tambourine Man"" I Shot the Sheriff"" | ""Mr. Tambourine Man"" I Shot the Sheriff"" | ""Mr. Tambourine Man"" I Shot the Sheriff"" | ""Mr. Tambourine Man"" I Shot the Sheriff"" | ""Mr. Tambourine Man"" I Shot the Sheriff"" | ""Mr. Tambourine Man"" I Shot the Sheriff"" | ""Mr. Tambourine Man"" I Shot the Sheriff"" | ""Mr. Tambourine Man"" I Shot the Sheriff"" | ""Mr. Tambourine Man"" I Shot the Sheriff"" | ""Mr. Tambourine Man"" I Shot the Sheriff"" | ""Mr. Tambourine Man"" I Shot the Sheriff"" | ""Mr. Tambourine Man"" I Shot the Sheriff"" | ""Mr. Tambourine Man"" I Shot the Sheriff"" | ""Mr. Tambourine Man"" I Shot the Sheriff"" | ""Mr. Tambourine Man"" I Shot the Sheriff"" | ""Mr. Tambourine Man"" I Shot the Sheriff"" | ""Mr. Tambourine Man"" I Shot the Sheriff"" | ""Mr. Tambourine Man"" I Shot the Sheriff"" | ""Mr. Tambourine Man"" I Shot the Sheriff"" | ""Mr. Tambourine Man"" I Shot the Sheriff"" | ""Mr. Tambourine Man"" I Shot the Sheriff"" | ""Mr. Tambourine Man"" I Shot the Sheriff"" | ""Mr. Tambourine Man"" I Shot the Sheriff"" | ""Mr. Tambourine Man"" I Shot the Sheriff"" | ""Mr. Tambourine Man"" I Shot the Sheriff"" | ""Mr. Tambourine Man"" I Shot the Sheriff"" | ""Mr. Tambourine Man"" I Shot the Sheriff"" | ""Mr. Tambourine Man"" I Shot the Sheriff"" | ""Mr. Tambourine Man"" I Shot the Sheriff"" | ""Mr. Tambourine Man"" I Shot the Sheriff"" | ""Mr. Tambourine Man"" I Shot the Sheriff"" | ""Mr. Tambourine Man"" I Shot the Sheriff"" | ""Mr. Tambourine Man"" I Shot the Sheriff"" | ""Mr. Tambourine Man"" I Shot the Sheriff"" | ""Mr. Tambourine Man"" I Shot the Sheriff"" | ""Mr. Tambourine Man"" I Shot the Sheriff"" | ""Mr. Tambourine Man"" I Shot the Sheriff"" | ""Mr. Tambourine Man"" I Shot the Sheriff"" | ""Mr. Tambourine Man"" I Shot the Sheriff"" | ""Mr. Tambourine Man"" I Shot the Sheriff"" | ""Mr. Tambourine Man"" I Shot the Sheriff"" | ""Mr. Tambourine Man"" I Shot the Sheriff"" | ""Mr. Tambourine Man"" I Shot the Sheriff"" | ""Mr. Tambourine Man"" I Shot the Sheriff"" | ""Mr. Tambourine Man"" I Shot the Sheriff"" | ""Mr. Tambourine Man"" I Shot the Sheriff"" | ""Mr. Tambourine Man"" I Shot the Sheriff"" | ""Mr. Tambourine Man"" I Shot the Sheriff"" | ""Mr. Tambourine Man"" I Shot the Sheriff"" | ""Mr. Tambourine Man"" I Shot the Sheriff"" | Bob Dylan, Bob Marley | Bob Dylan, Bob Marley | Bob Dylan, Bob Marley | Bob Dylan, Bob Marley | Bob Dylan, Bob Marley | Bob Dylan, Bob Marley | Bob Dylan, Bob Marley | Bob Dylan, Bob Marley | Bob Dylan, Bob Marley | Bob Dylan, Bob Marley | Bob Dylan, Bob Marley | Bob Dylan, Bob Marley | Bob Dylan, Bob Marley | Bob Dylan, Bob Marley | Bob Dylan, Bob Marley | Bob Dylan, Bob Marley | Bob Dylan, Bob Marley | Bob Dylan, Bob Marley | Bob Dylan, Bob Marley | Bob Dylan, Bob Marley | Bob Dylan, Bob Marley | Bob Dylan, Bob Marley | Bob Dylan, Bob Marley | Bob Dylan, Bob Marley | Bob Dylan, Bob Marley | Bob Dylan, Bob Marley | Bob Dylan, Bob Marley | Bob Dylan, Bob Marley | Bob Dylan, Bob Marley | Bob Dylan, Bob Marley | Bob Dylan, Bob Marley | Bob Dylan, Bob Marley | Bob Dylan, Bob Marley | Bob Dylan, Bob Marley | Bob Dylan, Bob Marley | Bob Dylan, Bob Marley | Bob Dylan, Bob Marley | Bob Dylan, Bob Marley | Bob Dylan, Bob Marley | Bob Dylan, Bob Marley | Bob Dylan, Bob Marley | Bob Dylan, Bob Marley | Bob Dylan, Bob Marley | Bob Dylan, Bob Marley | Bob Dylan, Bob Marley | Bob Dylan, Bob Marley | Bob Dylan, Bob Marley | Bob Dylan, Bob Marley | Bob Dylan, Bob Marley | Bob Dylan, Bob Marley | Bob Dylan, Bob Marley | Bob Dylan, Bob Marley | Bob Dylan, Bob Marley | Bob Dylan, Bob Marley | Bob Dylan, Bob Marley | Bob Dylan, Bob Marley | Bob Dylan, Bob Marley | Bob Dylan, Bob Marley | Bob Dylan, Bob Marley | Bob Dylan, Bob Marley | Bob Dylan, Bob Marley | Bob Dylan, Bob Marley | Bob Dylan, Bob Marley | Bob Dylan, Bob Marley | Bob Dylan, Bob Marley | Bob Dylan, Bob Marley | Bob Dylan, Bob Marley | Bob Dylan, Bob Marley | Bob Dylan, Bob Marley | Bob Dylan, Bob Marley | Bob Dylan, Bob Marley | Bob Dylan, Bob Marley | Bob Dylan, Bob Marley | Bob Dylan, Bob Marley | Bob Dylan, Bob Marley | Bob Dylan, Bob Marley | Bob Dylan, Bob Marley | Bob Dylan, Bob Marley | Bob Dylan, Bob Marley | Bob Dylan, Bob Marley | Bob Dylan, Bob Marley | Bob Dylan, Bob Marley | Bob Dylan, Bob Marley | Bob Dylan, Bob Marley | Bob Dylan, Bob Marley | Bob Dylan, Bob Marley | Bob Dylan, Bob Marley | Bob Dylan, Bob Marley | Bob Dylan, Bob Marley | Bob Dylan, Bob Marley | Bob Dylan, Bob Marley | Bob Dylan, Bob Marley | Bob Dylan, Bob Marley | Bob Dylan, Bob Marley | Bob Dylan, Bob Marley | Bob Dylan, Bob Marley | Bob Dylan, Bob Marley | Bob Dylan, Bob Marley | Bob Dylan, Bob Marley | Bob Dylan, Bob Marley | Eliminado | Eliminado | Eliminado | Eliminado | Eliminado | Eliminado | Eliminado | Eliminado | Eliminado | Eliminado | Eliminado | Eliminado | Eliminado | Eliminado | Eliminado | Eliminado | Eliminado | Eliminado | Eliminado | Eliminado | Eliminado | Eliminado | Eliminado | Eliminado | Eliminado | Eliminado | Eliminado | Eliminado | Eliminado | Eliminado | Eliminado | Eliminado | Eliminado | Eliminado | Eliminado | Eliminado | Eliminado | Eliminado | Eliminado | Eliminado | Eliminado | Eliminado | Eliminado | Eliminado | Eliminado | Eliminado | Eliminado | Eliminado | Eliminado | Eliminado | Eliminado | Eliminado | Eliminado | Eliminado | Eliminado | Eliminado | Eliminado | Eliminado | Eliminado | Eliminado | Eliminado | Eliminado | Eliminado | Eliminado | Eliminado | Eliminado | Eliminado | Eliminado | Eliminado | Eliminado | Eliminado | Eliminado | Eliminado | Eliminado | Eliminado | Eliminado | Eliminado | Eliminado | Eliminado | Eliminado | Eliminado | Eliminado | Eliminado | Eliminado | Eliminado | Eliminado | Eliminado | Eliminado | Eliminado | Eliminado | Eliminado | Eliminado | Eliminado | Eliminado | Eliminado | Eliminado | Eliminado | Eliminado | Eliminado | Eliminado |

### Después de American Idol
Castro apareció en los programas más populares de la televisión americana. Las revistas más famosas de Estados Unidos han escritos artículos sobre él. La ciudad donde se crio Jason declaró el 29 de mayo como el "Dia de Jason Castro". Ese día se hizo un evento en su honor con más de 15,000 fanes asistiendo y convirtiendo el evento en el más grande en la historia de esa ciudad. Jason completo la gira "American Idols LIVE! Tour 2008" con sus otros compañeros. La gira empezó el primero de julio de 2008 hasta el 13 de septiembre de 2008. Jason grabó la canción "Hallelujah" para la película independiente colombiana-mexicana "Amar a morir". El 15 de diciembre de 2008 lanzó una canción de Navidad "White Christmas" gratis en amazon como un regalo para sus fanes. Castro coescribió la canción "Be yourself tonight" para el ep debut de su hermano Michael Castro.

## Álbum debut
Castro anuncio a la Revista Billboard que firmó con la compañía multinacional "Atlantic Records" y que su disco debut saldrá a principios del 2010.
El 18 de agosto de 2009 Castro canto su nuevo sencillo "Let's Just Fall In Love Again" en un video webchat en vivo desde su página de internet, también canto otra canción llamada "It Matters to Me". La disquera de Jason, Altlantic Records, saco el disco en preventa ofreciendo el sencillo gratis en el momento a los compradores. "Let's Just Fall In Love Again" entró n.º 15 en Billboard. El video musical para el sencillo se estrenó el 14 de octubre de 2009.